# Wojna o panowanie w Ameryce Północnej

Mapa konfliktu brytyjsko-francuskiego

Wojna o panowanie w Ameryce Północnej, także wojna francusko-indiańska lub wojna z Francuzami i Indianami (ang. French and Indian War, fr. Guerre de la Conquête) – ostatnie, rozstrzygające starcie wieloletniego konfliktu pomiędzy Wielką Brytanią a Francją o dominację w Nowym Świecie, które rozpoczęło się w roku 1754. Wojna ta – jak nazwano szereg potyczek i bitew toczonych niewielkimi siłami na nieopanowanych jeszcze obszarach kontynentu – była jedną z pośrednich przyczyn, a zarazem częścią szerszego konfliktu międzynarodowego toczonego głównie w Europie, a zwanego wojną siedmioletnią.
Nim do niej doszło obie potęgi kolonialne stoczyły ze sobą kilka wojen związanych ze stanem posiadania w Ameryce Północnej:
- w latach 1689–1697 – wojnę króla Wilhelma, jako część wojny Francji z Ligą Augsburską zakończonej traktatem z Rijswijk
- w latach 1701–1713 – wojnę królowej Anny, jako część wojny o sukcesję hiszpańską, zakończonej pokojem utrechckim
- w latach 1744–1748 – wojnę króla Jerzego, jako część wojny o sukcesję austriacką, zakończonej traktatem z Aix-la-Chapelle.

W żadnej z nich ani Brytyjczycy, ani Francuzi nie zdołali osiągnąć zdecydowanej przewagi. Dopiero w bitwie w zatoce Quiberon w listopadzie 1759 roku, a więc już w trakcie omawianego tu konfliktu, potwierdzona została supremacja brytyjska na morzach, a tym samym zwycięstwo nad Francuzami w koloniach stało się niemal pewne. Przerwanie przez Royal Navy linii komunikacyjnych między Francją a jej posiadłościami zamorskimi zapewniło brytyjskim wojskom lądowym przewagę. Zdobycie Quebecu, a następnie Montrealu, zakończyło panowanie francuskie w dzisiejszej Kanadzie.
9-letni konflikt zakończył się zawarciem korzystnego dla Brytyjczyków pokoju paryskiego w 1763 roku, ale jednocześnie położył podwaliny pod narodziny separatystycznego (a wkrótce niepodległościowego) ruchu mieszkańców trzynastu kolonii, którzy już wtedy zaczynali nazywać sami siebie Amerykanami.

## Tło historyczne
Podbój Ameryki Północnej Anglicy i Francuzi rozpoczęli niemal równocześnie. Gdy w roku 1607 powstała osada Jamestown, dająca początek angielskiej kolonii Wirginia, pierwsze osiedle francuskie w Akadii istniało już od trzech lat, a bieg Rzeki Św. Wawrzyńca badali odkrywcy, za którymi podążały „czarne suknie”, jak Indianie nazywali katolickich misjonarzy (głównie jezuitów). Jednak pierwszoplanowym motywem francuskiej ekspansji nie było nawracanie tubylców. Król Henryk IV widział w Nowym Świecie źródło dochodów, które mogłyby dopomóc w osiągnięciu przez Francję dominującej pozycji w Europie. W tym celu sfinansował pierwszą z wypraw odkrywczych Samuela de Champlaina, który w latach 1603–1616 skartował wybrzeża Atlantyku od zatoki Fundy po Cape Cod, pozakładał osady i zorganizował intratny handel futrami. Francuski odkrywca zawarł również przymierze z plemionami Algonkinów i Huronów, walczącymi z potężną Konfederacją Irokeską, a tym samym wdał się w długotrwały konflikt z Anglikami. Ci ostatni mieli nad przybyszami z Francji przewagę liczebną, bowiem w latach 1650–1700 populacja Nowej Anglii zwiększyła się czterokrotnie. Co więcej, większość francuskich osadników stanowili samotni mężczyźni, zdani na towarzystwo kobiet tubylczych lub nielicznych córek wcześniej osiadłych rodzin i „cór królewskich”. Anglicy tymczasem przybywali do Nowego Świata całymi rodzinami i tym samym zachowali – w stanie prawie nienaruszonym – własne obyczaje i kulturę.
W roku 1608 Champlain założył prowincję i miasto Quebec, zajmując tym samym dla Francji całą dolinę Rzeki Św. Wawrzyńca. Nie zależało mu jednak na szerokim osadnictwie. Nowa Francja, bo tak zaczęto kolonię nazywać, miała bowiem być miejscem pozyskiwania dóbr natury, a zwłaszcza cennych futer dzikich zwierząt. Francuzi wznieśli niewiele miast – Port Royal (1605), wspomniany Quebec, Montreal (1642), Nowy Orlean (1718) i Louisburg (1720) były podstawą handlowej egzystencji, ale rolnictwo w kolonii prawie nie istniało. Taką sytuację zastał energiczny Ludwik XIV, który postawił na konsolidację potęgi zamorskiej Francji, a to oznaczało zwiększenie liczby rolników i rozwój Nowej Francji. Jednakże jego intendant (administrator) w Ameryce, Louis de Frontenac, miał inne zamiary: z jego polecenia znany coureur de bois Louis Jolliet oraz jezuita o. Jacques Marquette ruszyli na zachód w poszukiwaniu przejścia północno-zachodniego, co mogło otworzyć drogę do handlu z Dalekim Wschodem. Wyprawa nie spełniła wprawdzie oczekiwań, ale Joliet odkrył rzekę Missisipi, a tym samym w orbitę francuskich wpływów dostało się ogromne terytorium Luizjany, co położyło kres królewskim planom.
Po zawarciu w roku 1748 pokoju w Aix-la-Chapelle mapa Ameryki Północnej ukazywała nadatlantyckie kolonie angielskie otoczone z trzech stron imperium Nowej Francji, sięgającym od ujścia Rzeki Św. Wawrzyńca po Zatokę Meksykańską. Imperium to miało jednak słabe strony. Były nimi rozciągnięte linie komunikacyjne między wzniesionymi naprędce fortami i faktoriami, a transport – z konieczności – musiał odbywać się rzekami, gdzie do pokonania były liczne i uciążliwe przenoski na trasie pomiędzy Wielkimi Jeziorami a dorzeczem Missisipi (dotyczyło to głównie rzeki Des Plaines).
Tymczasem pomiędzy linią francuskich fortów a grzbietem Appalachów rozciągały się „niczyje”, szerokie na 500–700 km lesiste ziemie w dolinie rzeki Ohio (Francuzi nazywali ją Belle-Rivière), tereny łowieckie Indian i nielicznych traperów. Rościli sobie do tych ziem prawa zarówno Francuzi, jak i Anglicy, ale ci ostatni mieli ogromną przewagę populacji. W roku 1754 dzisiejszą Kanadę zamieszkiwało 55 tysięcy francuskich osadników oraz być może dalsze 25 tysięcy w Akadii i Luizjanie, podczas gdy kolonie angielskie liczyły ponad milion białych mieszkańców plus około 300 tysięcy czarnoskórych niewolników. Działo się tak m.in. dlatego, że w Nowej Francji mogli osiedlać się tylko rodowici Francuzi-katolicy, a trzynaście kolonii angielskich stanowiło istny tygiel, w którym mieszały się grupy narodowościowe i religijne. Nawet wydaleni z Francji hugenoci tam właśnie znaleźli swe miejsce.

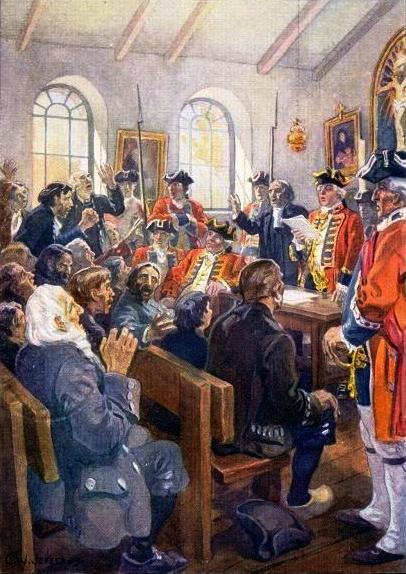
Deportacja Akadian przez Brytyjczyków

Zainteresowanie terenami doliny Ohio po zachodniej stronie Appalachów wyrażali spekulanci ziemscy z Wirginii. W celu kolonizacji doliny powstało kilka kompanii handlowych. Największą z nich była Kompania Ohio, która otrzymała od króla Jerzego II nadanie 200 tysięcy akrów i przyrzeczenie kolejnych 300 tysięcy w niedalekiej przyszłości. Wobec rosnącego przeludnienia i głodu ziemi coraz więcej kolonistów ze wschodu przekraczało góry i osiedlało się nad dopływami Ohio. Rdzenna ludność tego obszaru: Algonkinowie, Huroni, Abenakowie, obserwowali tę migrację z niepokojem:

Nie wiemy co wy, chrześcijanie, zamierzacie. Tak nas osaczyliście, że nie mamy już gdzie polować. Za jakiś czas dojdzie do tego, że gdy znajdziemy w lesie niedźwiedzia zaraz zjawi się jakiś właściciel ziemski, który nie pozwoli nam go zabić, a to przecież jest nasze życie.

Pokrywało się to z francuskim punktem widzenia, nic dziwnego, że wkrótce doszło do francusko-indiańskiego porozumienia, a wiosną 1749 roku Francuzi zaczęli wytyczać granicę wzdłuż rzeki Allegheny, która – zdaniem Anglików – przepływała przez ich terytoria.

## Początki
Brytyjczycy (od roku 1707 Królestwo Anglii nosiło nazwę Królestwa Wielkiej Brytanii) nie zamierzali rezygnować ze swoich planów. Najpierw próbowano dyplomacji – w grudniu 1753 roku gubernator Wirginii, Robert Dinwiddie wysłał do Fortu Le Boeuf misję negocjacyjną. Na jej czele stanął młody major milicji stanowej George Washington, którego brat przyrodni, Lawrence, był jednym z głównych udziałowców Kompanii Ohio.
Misja zakończyła się fiaskiem. Francuzi odrzucili żądania, Dinwiddie kazał więc Washingtonowi przedstawić szczegółowy raport, który następnie wydano drukiem i rozkolportowano (na dowód złej woli Francuzów), a następnie rozpoczął budowę fortu, strategicznie położonego u zbiegu rzek Monongahela i Allegheny, które dają początek rzece Ohio. Zanim jednak prace dobiegły końca, większy oddział francuski zdołał 17 kwietnia 1754 roku przepędzić Anglików. W miejscu rozpoczętej budowy Francuzi wznieśli Fort Duquesne. Nie wiedząc o tym, gubernator wysłał na teren budowy uzupełnienia – kilkuset ludzi dowodzonych przez Washingtona, który nieco wcześniej został podpułkownikiem. W drodze doszło do niespodziewanego starcia z liczącym 35 ludzi oddziałkiem francuskim. Brytyjczycy i ich irokescy sprzymierzeńcy zabili dziesięciu z nich, w tym dowódcę, Josepha Coulon de Villiers de Jumonville’a. Od nazwiska poległego miejsce to nazwano później Jumonville Glen.

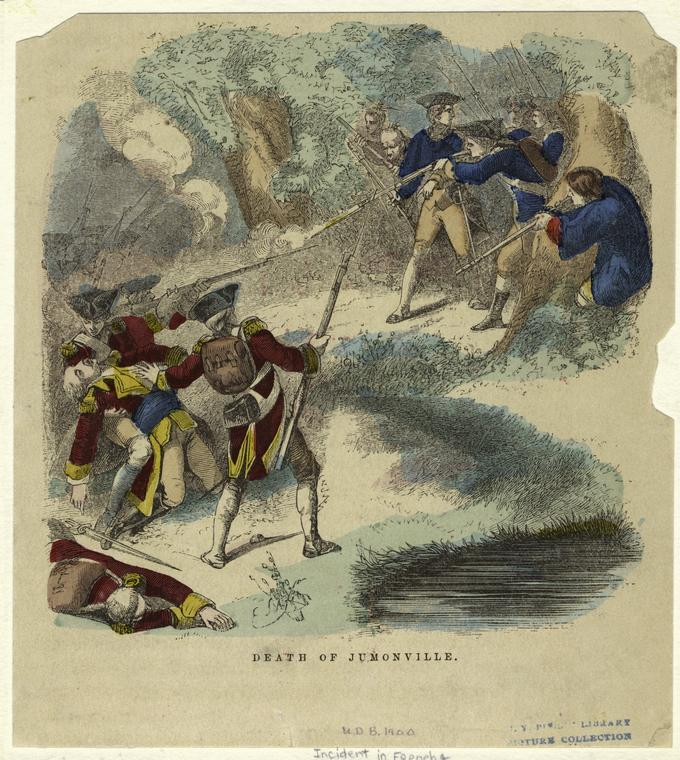
Śmierć Josepha de Jumonville

Mimo łatwego zwycięstwa Washington wpadł w panikę. Wiedział już, że tam dokąd zdąża, nie ma Brytyjczyków, lecz silne zgrupowanie francuskie, przed którym nie zdoła uciec. By umocnić zajmowaną pozycję, rozpoczął budowę palisady, którą nazwał „Fortem Konieczności” (ang. Fort Necessity), lecz – nie mając żadnego doświadczenia w dziedzinie inżynierii wojskowej – wybrał miejsce podmokłe, w obniżeniu terenu. 1 lipca pojawili się Francuzi i doszło do fatalnej dla Brytyjczyków bitwy nad Great Meadows. Waszyngton dostał się na krótko do niewoli, lecz został wypuszczony w zamian za podpisanie aktu kapitulacji, w którym nieznający francuskiego Wirgińczyk przyznawał się do zabójstwa (miało mu to przysporzyć kłopotów w przyszłości) i powrócił do Albany, miasta w spodziewanej wojnie frontowego, gdzie właśnie odbywały się dwa istotne dla przyszłych losów Ameryki Północnej spotkania: władz kolonii z przedstawicielami Sześciu Plemion oraz nieformalne spotkanie przedstawicieli siedmiu spośród trzynastu kolonii.
Pierwsze spotkanie zakończyło się niepowodzeniem: Irokezi uznali zwyczajowe „podarki” za mało wartościowe, a na dodatek zrozumieli, że poddani Korony Brytyjskiej nie zaprzestaną osadnictwa na zachód od Appalachów, więc zerwali rokowania i odeszli. Spotkanie drugie, zwołane m.in. przez wówczas 48-letniego Benjamina Franklina, miało na celu zjednoczenie wysiłków dla obrony osad przed najazdami Indian i Francuzów, a zaowocowało powołaniem do życia namiastki lokalnego parlamentu oraz wydaniem dokumentu o nazwie Albany Plan of Union, na bazie którego – po ponad trzydziestu latach – miała powstać Konstytucja Stanów Zjednoczonych.

## Zmienne koleje losu
Zaniepokojone informacjami napływającymi z Albany władze w Londynie postanowiły działać zdecydowanie, wysyłając do Ameryki korpus ekspedycyjny i nakazując flocie wiceadmirała Edwarda Boscawena przechwycić okręty francuskie płynące z identyczną misją z Europy. Do starcia doszło 8 czerwca 1755 roku u wybrzeży Nowej Fundlandii, przy czym Francuzi do ostatniej chwili nie wiedzieli, że są w stanie wojny z Brytyjczykami. Dowiedzieli się, gdy padły pierwsze strzały. W rezultacie Boscawen zagarnął fregaty „Alcide” i „Lys” oraz 1500 jeńców, po czym odpłynął do Anglii. Tymczasem główna część konwoju francuskiego dotarła do Quebecu, gdzie bez przeszkód wysadzono na ląd 2600 żołnierzy wraz z wyposażeniem.

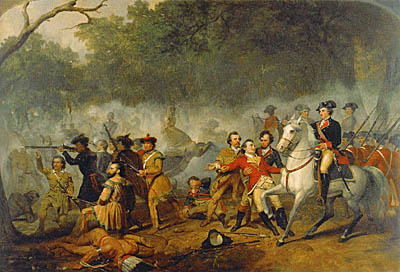
George Washington (na koniu) w czasie ekspedycji Braddocka

Nieco wcześniej, bo 20 lutego 1755 roku, w Hampton Roads w Wirginii wylądowały wojska brytyjskie. Na ich czele stał generał Edward Braddock, który z miejsca źle usposobił do siebie gubernatorów prowincji i oficerów kolonialnej milicji. Znając jedynie afrykański teatr działań, wszystkich tubylców uważał za nierozgarniętych dzikusów, a tym samym nie brał pod uwagę ostrzeżeń przed Indianami, zaś kolonialną milicję ignorował. W pierwszym rzędzie postanowił uderzyć w najsłabszy odcinek obrony francuskiej, tj. dolinę Ohio. Liczący 2200 żołnierzy oddział brytyjski, dysponujący nawet artylerią, zdołał pod jego dowództwem przekroczyć Appalachy i wedrzeć się w głąb nieznanego sobie terytorium. Zanim jednak doszło do oblężenia Fortu Duquesene, oddział został otoczony przez Indian i Francuzów (łącznie ich siły stanowiły mniej niż połowę sił Braddocka – 108 oficerów i żołnierzy, 146 milicjantów i 637 Indian) w gęstym lesie nad brzegami rzeki Monongahela. Ogień salwowy „czerwonych kurtek” nie wyrządzał większych szkód kryjącym się za drzewami napastnikom, natomiast w szeregach brytyjskich rosły straty, a ginęli przede wszystkim oficerowie. Zapanowała panika, która przerodziła się w niekontrolowaną ucieczkę. Bitwa przyniosła znaczną liczbę zabitych (ranny Braddock zmarł w odwrocie) i utratę całego uzbrojenia i sprzętu. Brytyjczycy nie wyginęli do ostatniego tylko dlatego, że większość Indian – zamiast ścigać uchodzących – zajęła się skalpowaniem i obdzieraniem poległych. Jednym z nielicznych oficerów – którzy nie zostali zabici lub ranni – był Washington; zdołał wyprowadzić niedobitki Brytyjczyków z tej matni. Historycy winą za klęskę obarczają Treatise of Military Discipline, podręcznik taktyki, z którego korzystali dowódcy brytyjscy w kampaniach na kontynencie europejskim: w Ameryce liniowe formacje strzelców i ataki kolumnami – co zastosował Braddock – zawiodły, bowiem inne były warunki pola bitwy (górzysty, gęsty, mocno podszyty las bez większych otwartych przestrzeni) i inny przeciwnik (w tym wypadku francuska milicja i wojownicy Delawarów, Potawatomich i Ottawów).
Pierwsza klęska nie oznaczała jeszcze końca działań, chociaż wcale nie lepiej wiodło się Brytyjczykom na północy. Generał-major William Shirley, następca Braddocka na stanowisku głównodowodzącego, ruszył w stronę Oswego nad brzegami Jeziora Ontario i dotarł tam 17 sierpnia, wciąż odległy o ponad 200 km od swego głównego celu, Fortu Niagara. Tam dowiedział się, że znaczne siły francuskie koncentrują się w Fort Frontenac po drugiej stronie jeziora. Decyzją Shirleya zaczęto wznosić fortyfikacje i tym samym znaczne siły brytyjskie zostały z własnej woli zneutralizowane. Latem liczące 2000 ludzi oddziały milicji pod dowództwem brevet generała majora Williama Johnsona wyruszyły z Albany z zamiarem wzięcia Fortu Saint-Frédéric, ale ostatecznie zatrzymały się u przenoski między rzeką Hudson a jeziorem George’a, by rozbudować Fort Edward na wypadek, jak to ujął Johnson: „...gdybyśmy zostali (Boże uchowaj) odparci”.

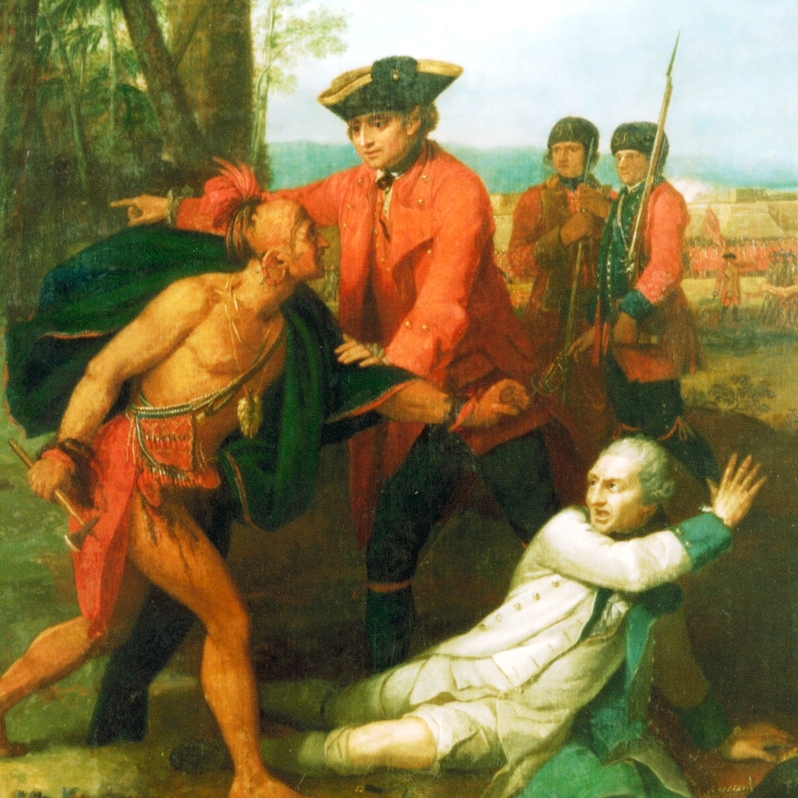
William Johnson ratuje życie barona Dieskau nad Lake George

Francuzi pod nowym dowódcą, którym został François-Marie le Marchand de Lignery, ruszyli na południe i zaczęli budować Fort Carillon (później, po zajęciu przez Brytyjczyków, przemianowany na Fort Ticonderoga), skąd podjęli rajd na fortyfikowane właśnie obozowisko Johnsona. Jednak tam – w bitwie nad Lake George 8 września 1755 roku – ponieśli porażkę, przy czym do brytyjskiej niewoli trafił ranny generał francuski Jean-Armand Dieskau. Sytuacja była patowa: obie strony budowały umocnienia (Brytyjczycy w miejscu ostatniego starcia, na południowym krańcu jeziora George’a), ale żadna nie przejawiała większej aktywności. Sukcesem zakończyła się dopiero ekspedycja brytyjska dowodzona przez pułkownika Roberta Moncktona, która w sile 2280 ludzi wyruszyła 26 maja z Bostonu i na początku czerwca podeszła pod stolicę francuskiej Akadii, Fort Beauséjour. Po dwóch tygodniach oblężenia, 16 czerwca, Francuzi skapitulowali. Rezultatem tej operacji była deportacja około 6 tysięcy Akadian do Luizjany, co miało zapobiec ich współdziałaniu z wojskami francuskimi w przyszłości.
W roku 1756 walki toczyły się ze zmiennym szczęściem. Brytyjczycy przypomnieli sobie poniewczasie o pozostawionej samej sobie załodze Oswego i wysłali kolumnę 500 ludzi pod dowództwem podpułkownika Johna Bradstreeta. Dostawa się udała, ale w drodze powrotnej kolumnę zaatakowali Indianie. Bradstreet zdołał się obronić, ale wieści o zasadzce i kiepskim stanie Oswego spowodowały, że brytyjscy dowódcy zaczęli rozważać wysłanie większej ekspedycji. Tymczasem Francuzi, na czele których stał markiz Montcalm, podeszli pod Oswego i 15 sierpnia zdobyli fort, biorąc do niewoli 1600 Brytyjczyków. Nie uznający żadnych traktatów Indianie wymordowali – przy biernej postawie Montcalma – stu jeńców, a fort został zburzony.

## Pozorny zastój

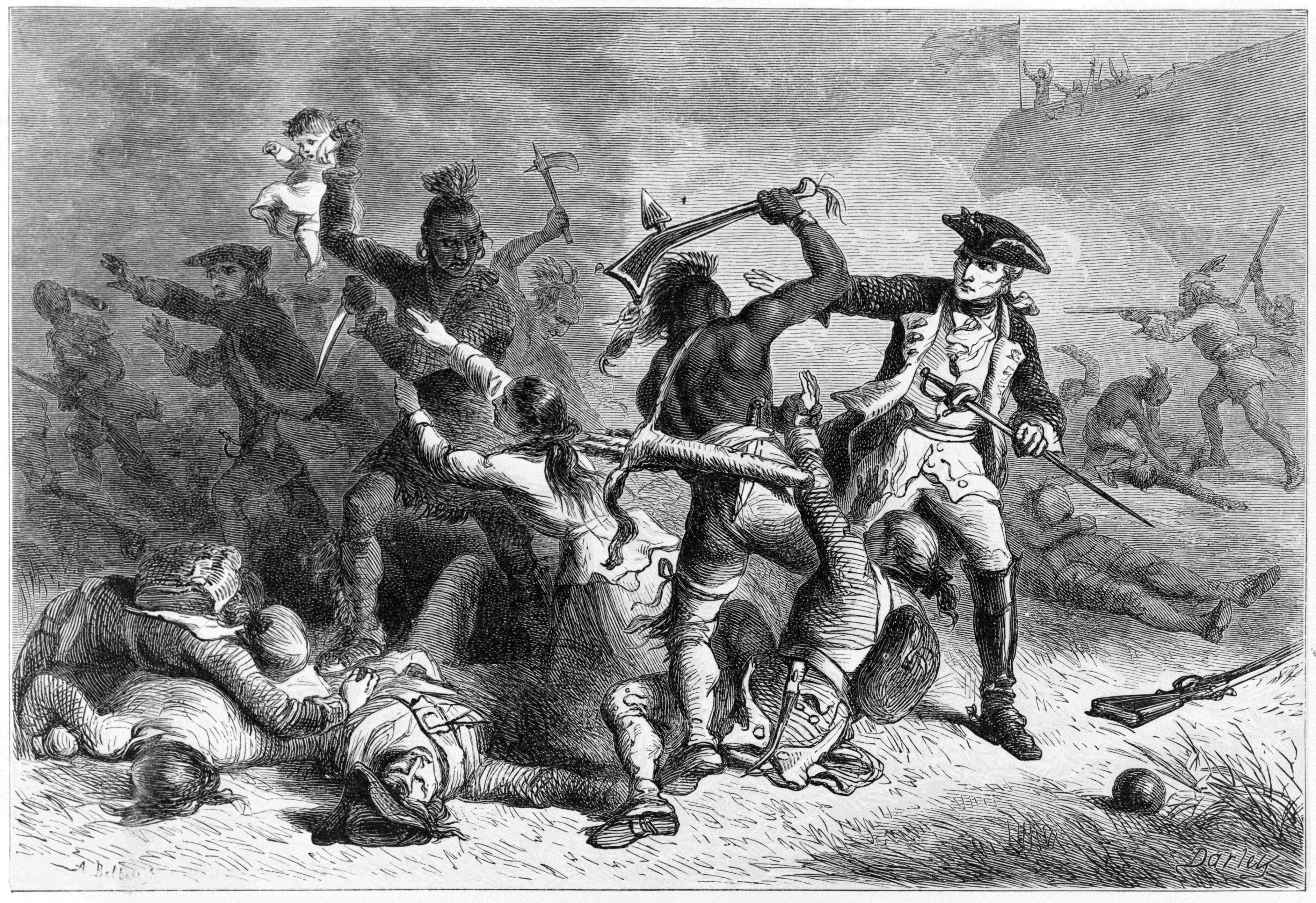
Montcalm próbuje powstrzymać masakrę

W czerwcu 1757 roku brytyjskim sekretarzem stanu został William Pitt starszy. Karierę polityczną rozpoczynał jako jeden z tzw. „Patriot Boys”. Otwarcie krytykował politykę premiera Roberta Walpole’a, jako „mało patriotyczną”. Król Jerzy II nie lubił Pitta, który tropił wszelkie przejawy poświęcania interesów brytyjskich dla „nikczemnego elektoratu hanowerskiego”. Teraz, po dojściu do władzy, Pitt postanowił użyć Hanoweru jako przynęty, by skusić Francuzów i odwrócić ich uwagę od spraw zamorskich, gdzie Wielka Brytania właśnie straciła Minorkę, Kalkutę i Oswego. Gdy w Europie losy angielsko-pruskiej koalicji zaczęły się zmieniać na lepsze, postanowił rozstrzygnięcie wojny w Europie pozostawić Prusom, a sam zająć się odbudową brytyjskiego i kruszeniem francuskiego imperium kolonialnego. Na jego wniosek do Ameryki Północnej wysłano silny 8-tysięczny korpus ekspedycyjny Jeffery’ego Amhersta, a szlaki żeglugowe zablokowała Royal Navy.
Francuzi szybko zaczęli odczuwać skutki blokady portów francuskich przez flotę brytyjską. Ich wojska w Ameryce Północnej coraz dotkliwiej cierpiały na braki w zaopatrzeniu, przede wszystkim w żywność i amunicję. W tej ciężkiej sytuacji nie pozostawało nic innego, jak rekwizycje żywności w angielskich osadach i napady na transporty wojskowe przeciwnika. Atutem dowódców francuskich był ich sojusz z Indianami. Od dwóch lat, jakie minęły od klęski Braddocka, Brytyjczycy nie zrobili nic, by poprawić stosunki z Irokezami; w rezultacie zarówno oni, jak i Czirokezi na południu, zachowywali obojętność. Tymczasem inne plemiona, od Abenaków na północy, przez Odżibwejów, Sauków i Lisów na zachodzie, aż po Czoktawów nad środkową Missisipi, mogły być uważane za sprzymierzeńców Francji. Główny brytyjski agent ds. Indian, William Johnson, próbował przekonać „czerwonych braci”, by stanęli po brytyjskiej stronie, ale uzyskał tylko obietnicę neutralności; ta oznaczała, że „żadna francusko-indiańska wyprawa wojenna nie przejdzie przez ziemie Sześciu Narodów, a związane z taką próbą informacje zostaną przekazane Anglikom”.
9 sierpnia 1757 roku, przy całkowitej bierności odpowiedzialnego za nowojorskie pogranicze generała-brygadiera Daniela Webba, padł oblężony przez wojska Moncalma Fort William Henry. Webb był w ciężkim położeniu: mógł opuścić Fort Edward i ruszyć na pomoc dowódcy oblężonej placówki, podpułkownikowi George’owi Monro, i dać się zamknąć wraz z nim – co otworzyłoby nieprzyjacielowi drogę ku Albany – lub też wsłuchiwać się w dochodzący z oddali (oba forty dzieliło zaledwie 25 km) odgłos kanonady i nie uczynić nic. Wybrał drugie rozwiązanie. Monro otrzymał odeń jedynie list, zawierający radę „rozważenia najdogodniejszych warunków kapitulacji”. Chcąc nie chcąc, Monro skorzystał z tej rady i uzyskał warunki wyjątkowo korzystne. Brytyjczycy mogli opuścić fort z bronią osobistą i sztandarami (nawet pozwolono im – w dowód waleczności – wziąć jedno działo 8-funtowe), Francuzi zaś zobowiązali się otoczyć opieką tych rannych, którzy nie nadawali się do transportu. Było to dżentelmeńskie porozumienie respektowane przez Europejczyków, lecz nie przez Indian, szczególnie przez pałających żądzą zemsty Abenaków, którym brytyjscy koloniści spalili największą osadę, mordując ponad 200 kobiet i dzieci. To, co nastąpiło potem, nawet francuscy historycy z Richardem Waddingtonem na czele określają mianem masakry, w czasie której Indianie mieli zabić lub ranić wielu białych. Podawane przez autorów relacji liczby schwytanych, zabitych i rannych różnią się znacznie między sobą. Brytyjski historyk Ian Steele zrobił zestawienie takich danych, sięgających od 200 do 1500 osób. Sporządzona przezeń szczegółowa rekonstrukcja wydarzeń wskazuje, że ostateczna liczba zabitych i zaginionych waha się od 69 do 184 osób, a więc co najwyżej 7,5% spośród 2308 tych, którzy zostali objęci umową kapitulacyjną. Montcalm próbował interweniować, prosić wodzów o uwolnienie wziętych żywcem, ale z niewielkim skutkiem. Wojownicy zabrali to, co uważali za wartościowe (przede wszystkim broń i zakładników) i odeszli. Dla nich wojna się skończyła. Nie zdawali sobie sprawy, jakie będą następstwa. Jak napisał Walter Borneman „włożyli ręce w gniazdo szerszeni”. W prasie kolonii rozpoczęła się antyindiańska nagonka:

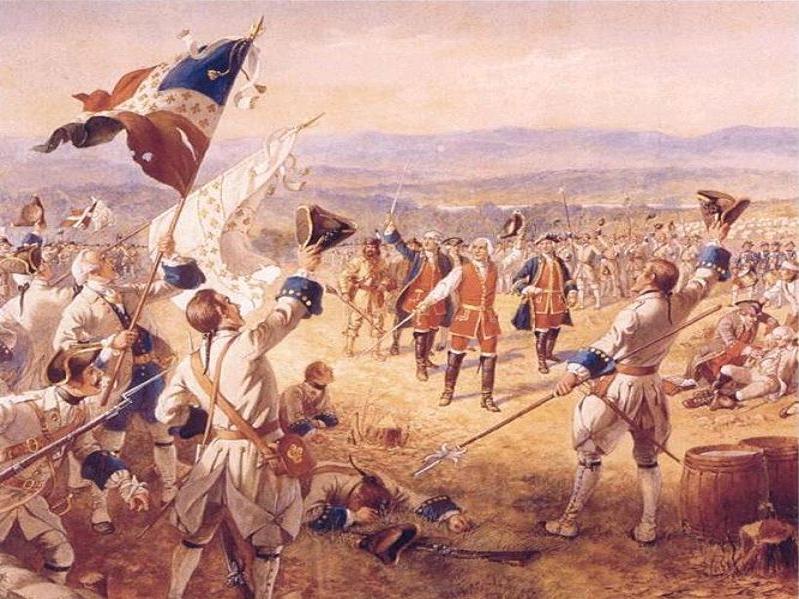
Zwycięstwo wojsk Montcalma

Z całą pewnością nie ma narodu na Ziemi, który zostałby sprowokowany do stosowania najsroższych metod w trakcie wojny bardziej niż my! Czyż nie będzie zgodne z prawem i niezbędne dzisiaj i w przyszłości stosowanie równie okrutnych metod wobec tych nieludzkich wrogów, gdy tylko wpadną w nasze ręce?

Decyzja Webba okazała się słuszna. Ze zdobytego i zrównanego z ziemią Fortu William Henry, ale również ze wschodu, nadciągały do Fortu Edward tysiące żądnych zemsty żołnierzy i kolonistów. Teraz Albany było bezpieczne, a w pierwszych miesiącach roku 1758 stosunek sił na kontynencie północnoamerykańskim kształtował się już zdecydowanie niekorzystnie dla Francuzów. 23 tysiącom żołnierzy armii brytyjskiej, teraz dowodzonej przez Szkota, generała Loudouna, mogli przeciwstawić już tylko 18 tysięcy, w tym 8 tysięcy niezbyt przydatnej milicji i zawsze niepewnych Indian. Loudoun nie był wodzem naczelnym. Wiosną 1758 roku William Pitt mianował na to stanowisko pułkownika (a wkrótce generała) Jeffery’go Amhersta, którego głównym zadaniem miało być zdobycie twierdzy Louisbourg. W związku z tym jednak, że Amherst wciąż jeszcze przebywał w Londynie, zadanie musieli wykonać jego zastępcy, Loudoun i James Wolfe.
Wybór twierdzy Louisbourg podyktowała ostrożność. Pitt uważał bowiem, że ewentualna porażka pod Louisbourgiem daje nadzieję na bezpieczny odwrót do Nowej Anglii, zaś porażka pod Quebekiem, z flotą francuską i garnizonem Louisburga blokującymi odwrót, może skończyć się katastrofą. Loudoun nie mógł jednak uderzyć na Louisburg bez rozprawienia się z flotą francuską. Jego statki z nowym kontyngentem armii przybyły do Halifaksu 30 czerwca, a po dziesięciu dniach dołączyło do nich piętnaście okrętów liniowych admirała Francisa Holburne’a. Atak nie był jednak możliwy tak długo, jak w bezpiecznej zatoce louisbourgskiej stacjonowało co najmniej osiemnaście okrętów liniowych i pięć fregat francuskich gotowych na spotkanie z nieprzyjacielem. W tej sytuacji transportowce Loudouna odpłynęły do Bostonu, a nieco spóźniona eskadra Holburne’a została rozgromiona 24 września przez sztorm u wybrzeży wyspy Cape Breton. 60-działowy HMS „Tilbury” roztrzaskał się na skałach, a reszta „w stanie godnym pożałowania” zawróciła do Halifaksu. Wojna jednak trwała nadal, a w jej trakcie kolonie brytyjskie coraz mocniej zacieśniały wzajemne więzy. Jak powiedział Benjamin Franklin: „bezsensownymi są wszelkie myśli o trwałym pokoju, dopóki Francuzi władają Kanadą”.

## Brytyjczycy bliżej zwycięstwa

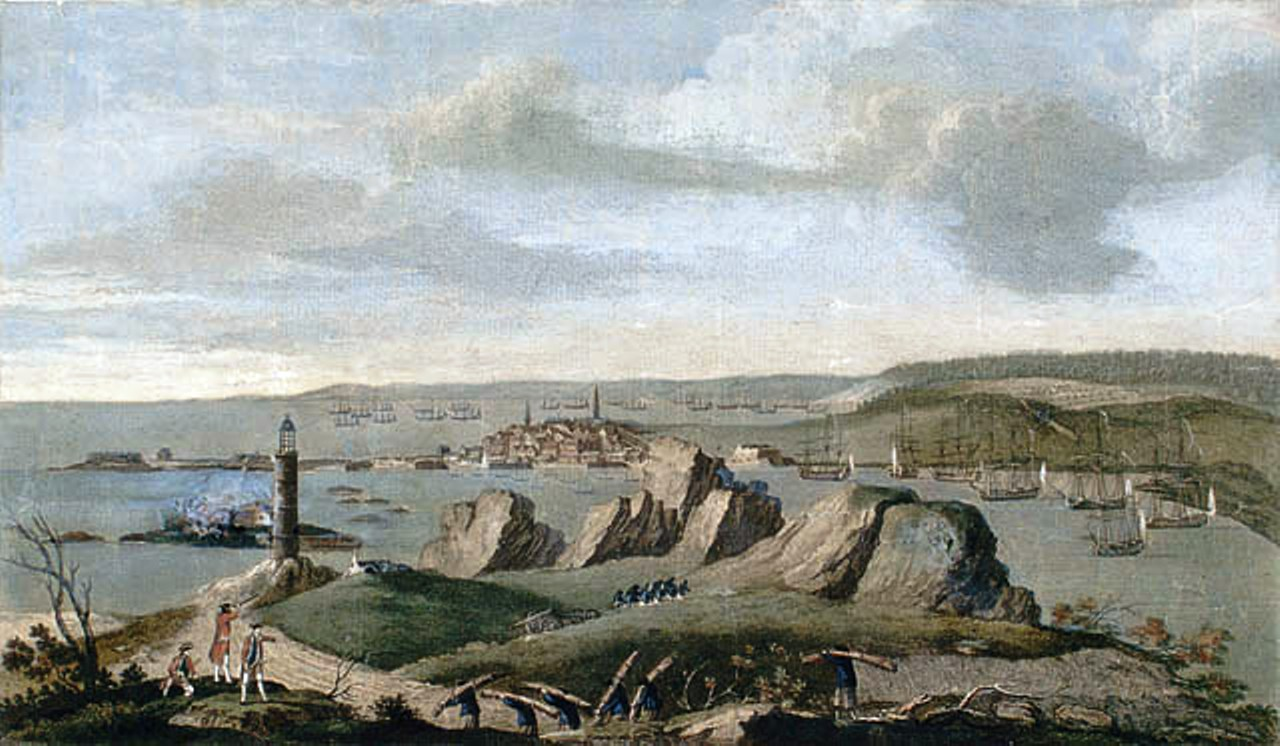
Oblężenie Louisbourga

Nowa Francja głodowała. Odcięta od europejskiego zaplecza przez flotę brytyjską blokującą ujście Rzeki Świętego Wawrzyńca nie mogła – ze swym nader skromnym rolnictwem i zupełnym brakiem przemysłu – długo przetrwać. Brytyjczycy mieli już w Kanadzie dwa silne przyczółki: Nową Fundlandię i Nową Szkocję (dawną Akadię), skąd można było przeprowadzić atak na Louisbourg, zwany trochę na wyrost „Gibraltarem Ameryki”. Tak długo jednak, jak pod fortecą stały gotowe do akcji okręty francuskie, jakakolwiek akcja była niemożliwa. Jednak większość tej floty, z obawy o własne bezpieczeństwo i wobec braków w zaopatrzeniu, opuściła Kanadę i pożeglowała do Francji w październiku 1757 roku. Droga do Louisbourga stała otworem. Miasto, liczące w połowie XVIII wieku 3000 stałych mieszkańców, posiadało wprawdzie umocnienia, ale były to głównie palisady i wały ziemne, niezbyt odporne na ogień niedawno udoskonalonej artylerii. Otaczało je siedem bastionów, z których najpotężniejszym był Bastion Królewski, główna brama znajdowała się pod Bastionem Delfina, a zatoki strzegły cztery baterie: dwie na bastionach miejskich, jedna na małej wysepce w zatoce i jedna – mogąca trzymać w szachu cały obszar – koło latarni morskiej na północnym wybrzeżu. Wiosną 1758 roku fortyfikacje te obsadzało około 3500 żołnierzy i milicjantów pod dowództwem gubernatora Augustina de Drucour.
W początkach czerwca flota admirała Boscawena zbliżyła się do portu i z miejsca rozpoczęła bombardowanie. Atakującą od strony lądu armię Amherst podzielił na trzy dywizje. Prawym skrzydłem dowodził Edward Whitmore, lewym Charles Lawrence, a środkowym James Wolfe. Armia wylądowała w tym samym miejscu, co przed trzynastu laty w czasie pierwszego oblężenia. Oddział Wolfe’a, liczący ok. 1200 żołnierzy, zajął latarnię morską opuszczoną w pośpiechu przez Francuzów i rozpoczął stamtąd ostrzeliwanie baterii na wyspie. 25 czerwca, w wyniku ponad dwutygodniowego ostrzału, bateria została zniszczona. Od tego momentu rozpoczął się intensywny ostrzał Bastionu Delfina oraz miasta. Krótką przerwą w sukcesach brytyjskich była udana wycieczka francuska 9 lipca, podczas której udało się zniszczyć część umocnień brytyjskich oraz wziąć pewną liczbę jeńców. Szkody zostały jednak szybko naprawione i wznowiono bombardowanie. Z chwilą, gdy bateria na wyspie została zniszczona, a Bastion Delfina zaangażowany w wymianę ognia z bateriami brytyjskimi, dziesięć okrętów francuskich strzegących wejścia do portu stało się łatwym łupem floty brytyjskiej. Wszystkie jednostki zostały poważnie uszkodzone lub zatopione. Port stanął otworem dla Brytyjczyków, a 26 lipca, po ponad sześciu tygodniach oblężenia, twierdza poddała się. Wraz z zajęciem tego ważnego punktu oporu – i epidemią tyfusu, która dziesiątkowała armię francuską – Brytyjczycy przejęli kontrolę nad szlakami komunikacyjnymi, odcinając zaopatrzenie dla poszczególnych fortów Nowej Francji. Amherst mianował Whitmore’a gubernatorem zrujnowanej twierdzy, obciążając go przy tym niewdzięcznym zadaniem deportacji z całego regionu Akadian na tereny brytyjskie. William Pitt oczekiwał od swoich generałów szybkich działań, a te nie następowały, zażądał więc od gubernatorów zamorskich prowincji zaciągu dwudziestu tysięcy mężczyzn.

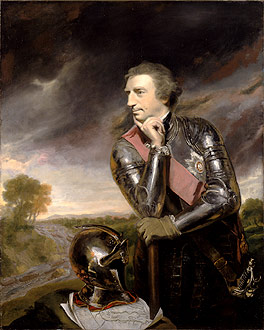
Jeffery Amherst

Kolejny zastępca Amhersta, generał major James Abercrombie, który zjawił się w Nowym Jorku na początku 1758 roku, okazał się zupełnie nieprzygotowany do wojny; prawie pół roku strawił na „życiu towarzyskim”, a gdy wreszcie wyruszył w pole, jego działania okazały się bezowocne. W lipcu, nie mogąc zdecydować się na użycie artylerii, bezskutecznie próbował zdobyć z marszu Fort Carillon, lecz poniósł klęskę z rąk znacznie słabszego Montcalma. Największe – bo sięgające 65% – straty odnotował King’s Highlander Regiment. Szkoci pierwsi ruszyli do ataku i ostatni się wycofywali.
Generał Jeffery Amherst wrócił z Louisbourga do Bostonu 13 września na czele kilku swoich pułków, głównie w celu odbycia triumfalnej parady. Kilka dni później (gdy wojsko wytrzeźwiało po przyjęciu, jakie zgotowali mu mieszkańcy Massachusetts) ruszył na zachód. Oddziały Abercrombiego znalazł obozujące pod Fortem Edward w stanie kompletnego rozkładu. Morale żołnierzy było zatrważająco niskie, a milicja i Indianie w większości odeszli; pierwsi by zebrać plony, drudzy by zapolować przed zimą. Nadzieje na to, że uda się w najbliższym czasie przeprowadzić skoordynowany atak na Ticonderogę, trzeba było odłożyć. Jak pisała prasa:

Kurier z Albany przyniósł wiadomość. Ekspedycja przeciwko Ticonderodze została odłożona ze względu na porę roku, jednak generał Amherst prowadzi swe wojska w tym kierunku i zapewne wkrótce o nim usłyszymy.

Tymczasem jedyną dobrą wieścią było to, że Montcalm wraz z większością swych wojsk również oddalił się na leża zimowe i nie zagrażał bezpośrednio Albany. Amherst zrobił podobnie – popłynął w dół rzeką Hudson do Nowego Jorku, skąd wsiadł na statek udający się do Bostonu, gdzie miał nadzieję odebrać rozkaz pozwalający mu wrócić na zimę do Anglii. Nic takiego jednak nie nastąpiło, więc pożeglował do Halifaksu, by przygotować kwatery przynajmniej dla części swych żołnierzy. Tam doczekał się 9 listopada rozkazu, ale nie tego, którego oczekiwał: Pitt mianował go naczelnym dowódcą wojsk brytyjskich w Ameryce w miejsce nieudolnego Abercrombiego. Dowiedział się przy tym, że jego młodszy brat, William, jest w drodze z dokładnymi wytycznymi oraz listem, z którego miał wyczytać, że „Jego Królewska Wysokość polega całkowicie na tym, że zdoła naprawić szkody jakie ponieśliśmy dotąd”. W tej sytuacji Amherst wrócił do Bostonu, a stamtąd bitym traktem do Nowego Jorku, gdzie wreszcie zamierzał odpocząć.
Działania wojenne wznowiono ostatecznie wiosną 1759 roku. W pierwszych dniach marca Amherst posłał na zwiady Roberta Rogersa z dziewięćdziesięcioma rangersami, 217 żołnierzami lekkiej piechoty Gage’a i pięćdziesięcioma Mohawkami. Mieli zbadać stan umocnień Ticonderogi i jakość dróg. Wieści, jakie przynieśli, nie były zachęcające. Gdy tylko drogi przeschły, Francuzi i ich indiańscy sprzymierzeńcy zaczęli podejmować akcje zaczepne. Jedną z nich był atak na konwój z zaopatrzeniem dla Fortu Pitt. Napastnicy zabili i ranili trzydziestu ludzi osłony konwoju, rozbili 30 wozów, a ładunek wywieźli na grzbietach koni. W tej sytuacji Amherst postanowił działać szybko i skrycie. Do przeprowadzenia operacji wybrał pułkownika Johna Prideaux, dowódcę 55 Regimentu Piechoty. Prideaux zgromadził 3000 ludzi z dwóch regimentów, batalion milicji amerykańskiej i kompanię Royal Artillery, a nadto około 1000 Indian. Jak pisał Amherst, „plany operacji trzymam w tajemnicy; gdy Indianie je poznają, to Francuzi wkrótce potem”. Irokezi stanowili tymczasem istotny czynnik jego armii, a to dzięki zabiegom Johnsona, który przekonał ich, że jednak winni stać po stronie brytyjskiej.

### Sukcesy brytyjskie

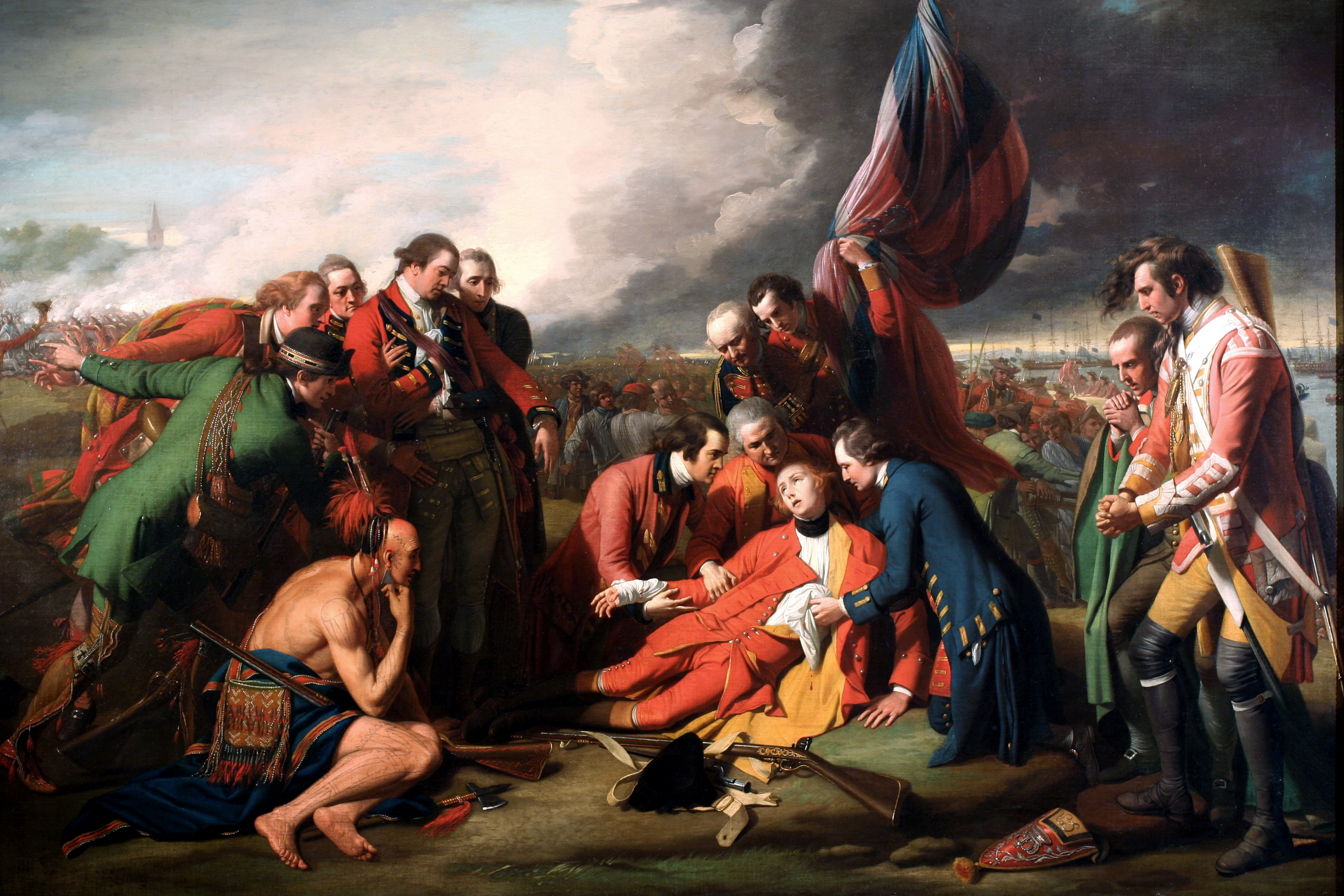
Śmierć generała Jamesa Wolfe’a pod Quebekiem

Prideaux pomaszerował na czele swego oddziału w górę rzeki Mohawk i 27 czerwca 1759 roku spotkał się na ruinach Oswego z Irokezami. Rozkazał pułkownikowi Frederickowi Hildmandowi zostać w Oswego z połową milicji i 500 ochotnikami z Nowego Jorku i zacząć odbudowywać fort, by mieć za plecami silny punkt oporu. Sam na czele 2000 żołnierzy i 1000 wojowników powiosłował łodziami wielorybniczymi i bateaux wzdłuż południowych brzegów Jeziora Ontario. 6 lipca lądował – nie spotykając oporu – u ujścia rzeki Little Swamp około 5 km na wschód od Fortu Niagara. Zaskoczenie było zupełne. Dowódca francuski, Pierre Pouchot miał za mało wojska: 150 żołnierzy piechoty, 23 artylerzystów, 180 kolonialnych marines, 133 kanadyjskich milicjantów i garstkę Indian. Ponadto fort miał, znaną Brytyjczykom, słabą stronę: przygotowany na ataki ze wschodu, od zachodu był niemal bezbronny. To postanowił wykorzystać Prideaux. Kazał ludziom przenieść łodzie wielorybnicze z trzema haubicami i amunicją przez las do głębokiego wąwozu zwanego La Belle Famille, którym mała flotylla spłynęła do rzeki Niagara i 7 lipca o świcie znalazła się na tyłach fortu.
Następnego dnia Prideaux kazał drążyć okopy i transzeje oblężnicze, a jednocześnie wysłał do fortu herolda z żądaniem poddania się. Pouchot nie odpowiedział, bowiem zdążył już rozesłać do pobliskich placówek francuskich i do Lignery’ego prośby o szybką pomoc. Jednocześnie rozpoczęły się rokowania między broniącymi fortu Senekami a „Irokezami Johnsona”. Senekowie próbowali namówić ziomków, by wspólnie oddalili się na zachód, pozwalając Brytyjczykom i Francuzom toczyć bój samodzielnie. Powoływali się przy tym na tradycyjną jedność Konfederacji Irokeskiej. Irokezi zgodziliby się na odwrót, gdyby nie to, że Johnson obiecał im pierwszeństwo w rabowaniu fortu po jego zdobyciu. Z tych rokowań (a raczej z przedłużającego się czasu ich trwania) zadowoleni byli zarówno Pouchot, jak i Prideaux. Francuz liczył, że doczeka się przybycia odsieczy, Brytyjczyk wykorzystywał czas, by kopać transzeje coraz bliżej fortu.
17 lipca trzy brytyjskie haubice przeciągnięte na tyły Francuzów rozpoczęły bombardowanie fortu, a dwa dni później baterie po wschodniej jego stronie znalazły się zaledwie 75 m od murów. Był to jednak kres osobistych sukcesów Prideaux. Zginął 20 lipca, gdy przeprowadzał inspekcję przedpola i tuż obok niego rozerwany został podczas strzelania jeden z brytyjskich moździerzy. Gdy w dowództwie brytyjskim trwały kłótnie, kto ma być nowym wodzem – dowódca 46 Regimentu pułkownik Eyre Massey czy pułkownik milicji William Johnson – zwiad doniósł, że zbliża się Lignery z odsieczą. Setki canoe z 600 Francuzami i 1000 Indian „zaczerniły” nurt rzeki Niagara.

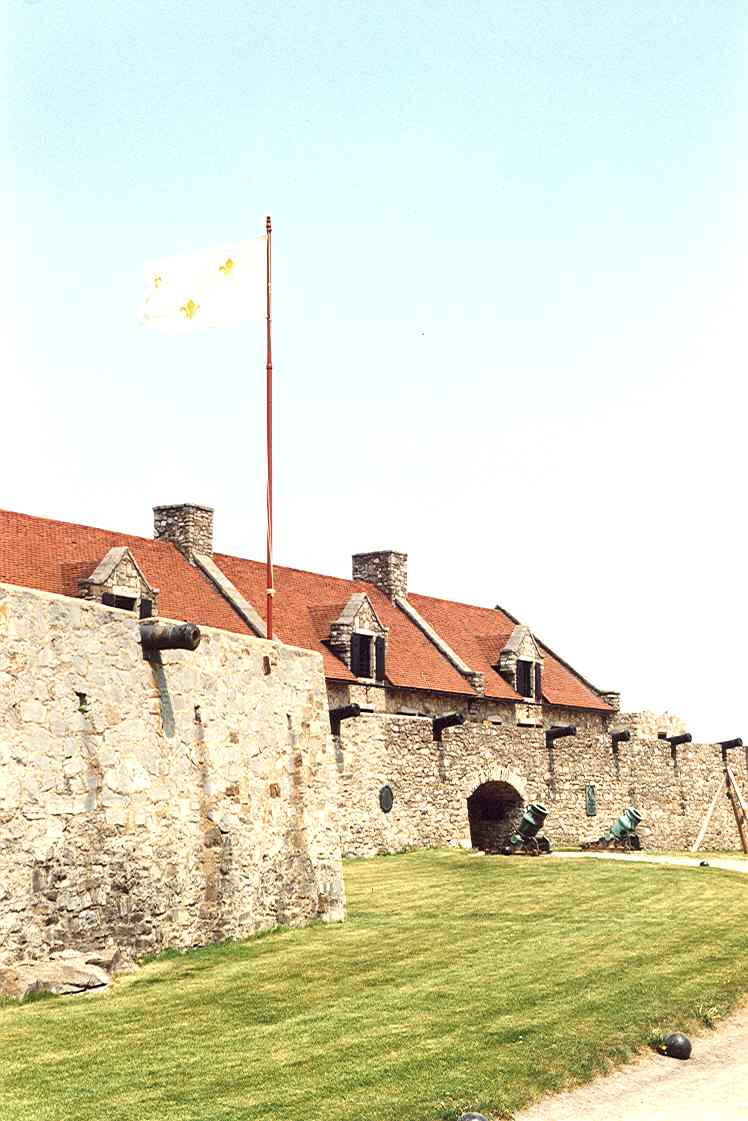
Fort Carillon/Ticonderoga

Pouchot posłał gońca do Lignery’ego z prośbą, by zajął się przede wszystkim haubicami na tyłach fortu, ale generał miał inne plany. Chciał zaatakować główne siły brytyjskie i dlatego zagłębił się w wąwóz La Belle Famille. Towarzyszący Francuzom Indianie, którzy wcześniej porozumieli się z Irokezami, opuścili kolumnę i powiosłowali na zachód. Massey kazał wznieść zasieki z pni drzew u wyjścia z wąwozu, a Irokezi zapadli w gęstwinie na jego stokach. Bitwa, do której doszło 24 lipca, była kalką bitwy nad Monongahelą: francuska kolumna maszerowała na zasieki, a gdy była kilkanaście kroków od nich, salwy brytyjskich piechurów zza zapory zdziesiątkowały jej pierwsze szeregi, zaś usadowieni na zboczach Indianie wystrzelali resztę. Lignery został śmiertelnie ranny i zmarł 28 lipca, a Pouchot skapitulował, nie widząc szans dłuższej obrony. Irokezi ograniczyli się tym razem do rabunku bez zabójstw i skalpowań. Pouchot miał nadzieję na honorową kapitulację i wyjście z fortu z rozwiniętymi sztandarami i bronią, ale zwycięzcy postawili twarde warunki; załoga Fortu Niagara powędrowała do Albany jako jeńcy wojenni.
Amherst od kwietnia starał się umocnić swoje pozycje, odbudowując fort George i próbując zdobyć francuskie forty Saint Frédéric (Crown Point) i Carillon (Ticonderoga). Nie był wprawdzie tak nieudolny jak Abercromby, ale piętrzyły się przed nim kłopoty. Milicje z prowincji nadciągały do brytyjskiego obozu zbyt wolno, a ponadto dawało się odczuć poważne braki zaopatrzenia i pieniędzy, którymi dysponowały legislatury kolonialne. W końcu kwietnia Pensylwania udzieliła pożyczki w wysokości 100 tysięcy funtów, ale to nie wystarczało. W maju napisał w okólniku:

Zważywszy, że armia kieruje się ku Lake George i dalej, powinna być dobrze zaopatrzona we wszelkiego rodzaju warzywa i owoce, dzięki którym zachowamy naszych żołnierzy w dobrym zdrowiu, zapewniam ludność tutejszych prowincji, która zechce dostarczać do naszego obozu żywe bydło, owce, jarzyny, jaja, masło i sery oraz wszelkie przekąski bądź potrzeby (z wykluczeniem rumu i innych napojów spirytusowych), że otrzyma należną ochronę.

W czerwcu 1759 roku Amherst, posławszy posiłki maszerującemu na Quebec Wolfe’owi, skierowawszy Prideaux na Fort Niagara i wzmocniwszy załogę Fortu Pitt, zgromadził swe pokaźne siły na Lake George, które – jak pisze Francis Parkman – „przez pięć lat było świadkiem przemieszczania się armii”. Tu nastąpiła przerwa, którą Amherst poświęcił na budowę Fortu George, zapełniając lukę po zburzeniu Fortu William Henry, a 21 lipca załadował żołnierzy na bateaux i ruszył na północ, gdzie spodziewał się zdecydowanego oporu przeciwnika. Jednak fort Carillon, do którego Brytyjczycy dotarli 23 lipca, okazał się opuszczony. Ponad dziesięciotysięcznej armii brytyjskiej – swobodnie poruszającej się po jeziorach i rzekach w unowocześnionych desantowych bateaux – Francuzi zdołali przeciwstawić zaledwie trzy tysiące zawodowego żołnierza. Powołali wprawdzie pod broń prawie dwa tysiące milicji spośród mieszkańców kolonii oraz zapewnili sobie pomoc Indian, ale te dodatkowe siły, sprawne w wojnie partyzanckiej, okazały się zbyt słabe w regularnej wojnie, tym więcej, że Brytyjczycy wiele pojęli już z taktyki Indian i swoich kolonistów. Ich „nauczycielem” był Robert Rogers, którego „rangersi” znali lasy niemal tak dobrze jak Indianie. Dlatego nowy francuski dowódca, generał François-Charles de Bourlamaque, kazał wysadzić fort w powietrze i zarządził odwrót do Fortu Saint Frédéric. Wśród zdobywców ruiny znaleźli się późniejsi rewolucjoniści amerykańscy: Israel Putnam, Philip Schuyler, Ethan Allen i Benedict Arnold.
4 sierpnia Brytyjczycy dotarli do Fortu Saint Frédéric i tam również zastali same ruiny. Tego samego dnia Amherst otrzymał list od Johnsona z informacją o wzięciu Fortu Niagara. Podczas nieobecności Johnsona Francuzi podeszli pod Oswego, ale zostali odparci przez pułkownika Haldimana. Tymczasem brygadier John Stanwix maszerował z Fortu Pitt z zamiarem zajęcia francuskich fortów Venango, Le Boeuf i Presque Isle. Po rzezi w wąwozie La Belle Famille w szeregach francuskich zapanował popłoch; opuścili wszystkie warownie nad Allegheny. Nagle okazało się, że upadek Fortu Niagara wywołał efekt domina: forty opuszczano jeden po drugim, a Nowa Francja otwierała się przed Brytyjczykami od wideł rzeki Ohio po Montreal. Zagadką pozostało jedynie, jak Wolfe poradzi sobie z największą „kostką domina”, czyli Quebekiem – przez Montcalma dobrze zaopatrzonym i obsadzonym 14 tysiącami żołnierzy, marines, milicji kanadyjskiej i Indian. Ludzie Wolfe’a zdobyli kontrolę nad południowymi brzegami Rzeki Świętego Wawrzyńca, którą przemierzali tam i z powrotem poszukując dogodnego miejsca do lądowania armii, nadto wylądowali na Île d’Orléans leżącej około 5 km na wschód od miasta. 28 czerwca Francuzi próbowali zaatakować flotę brytyjską kotwiczącą koło wyspy i wysłali w tym celu sześć branderów, ale popełnili błąd zapalając zbyt wcześnie lonty. Brytyjska artyleria okrętowa zniszczyła je wszystkie nie doznając strat.

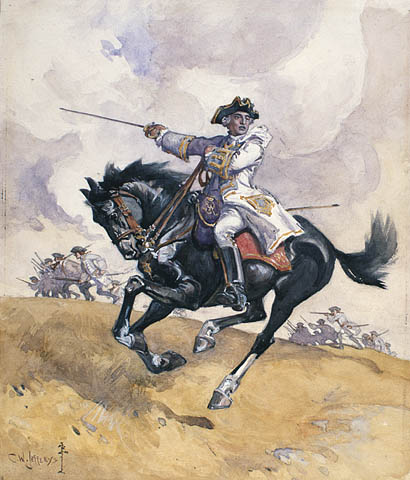
Markiz Montcalm na Równinie Abrahama

Ostatecznie wybrali najmniej oczekiwane miejsce. Ku zaskoczeniu Francuzów, Brytyjczycy próbowali zdobyć 31 lipca przyczółek u stóp wodospadu Montmorency. Wolfe stracił ponad 400 grenadierów i wycofał się. Ta porażka Brytyjczyków skłoniła gubernatora Rigaud do nieco przedwczesnej uwagi: „Nie muszę się już o Quebec obawiać”. Na przeciwległym, wysokim brzegu rzeki, w odległości 900 m od cytadeli stanęła bateria składająca się z czterech moździerzy i sześciu dział 32-funtowych, a wkrótce dwie dalsze baterie na Pointe Lévis. Montcalm – zamiast skoncentrować swą armię w mieście – rozstawił ją wzdłuż łagodnego brzegu Beauport, gdzie Wolfe zamierzał lądować. Francuski generał nie miał zamiaru dać się zamknąć w pułapce, lecz – gdyby Quebec jednak padł – wycofać się w górę rzeki.
Jeszcze 18 lipca flotylla brytyjskich okrętów (dwa liniowe, dwa slupy i dwa statki transportowe) przedefilowała przed Quebekiem bez przeszkód – bo pod silnym ogniem osłonowym artylerii z Pointe Lévis, która zmusiła armaty cytadeli do milczenia – i pożeglowała w górę rzeki. Jej celem było spenetrowanie okolic i ocena możliwości przeprowadzenia desantu. Moncalm obsadził brzegi wojskiem, a baterie, skoncentrowane pod Sillery, spowodowały uszkodzenie flagowego HMS „Sutherland” i zmusiły Brytyjczyków do odwrotu. Panowanie nad górnym biegiem Rzeki Świętego Wawrzyńca było dla Brytyjczyków ważne, bowiem tylko w ten sposób mogli kontrolować przepływ ludzi i broni między dwoma największymi miastami Nowej Francji. Z tej przyczyny 4 sierpnia Wolfe wysłał brygadiera Jamesa Murraya na czele 1200 ludzi w górę rzeki. Środkiem transportu była eskadra kontradmirała Charlesa Holmesa. Okręty brytyjskie – i zaokrętowana na ich pokładach piechota – zaatakowały kilka osad nadbrzeżnych i składy prowiantowe w Deschambault, gdzie wzięły kilku jeńców. Flotylla francuska nie chcąc ryzykować starcia, schroniła się na rzece Richelieu.
Cały sierpień trwały przygotowania Brytyjczyków do uderzenia. Wolfe nie mógł się zdecydować, czy lądować w miejscu zwanym Cap Rouge (12 km od Quebecu), czy jeszcze dalej. W końcu 8 września kazał Robertowi Moncktonowi wysadzić desant pod Pointe aux Trembles odległym od miasta o 16 km, podczas gdy inne oddziały, dowodzone przez George’a Townshenda, miały dokonać lądowania pod klifem Anse au Foulon niemal na przedpolach miasta, na wysokości niezadrzewionej połaci zwanej przez Francuzów Plaines d’Abraham. W ten sposób miano zatrzymać na miejscu dowódcę zachodniego odcinka obrony Quebecu, a w przyszłości słynnego podróżnika i odkrywcę, Louisa Bougainville’a, by nie mógł przeszkodzić operacji Moncktona. Townshenda, zdziwionego takim rozkazem (klif był stromy i broniony), Wolfe upewnił, że sam weźmie udział w ataku. 12 września wieczorem 4000 żołnierzy załadowało się na barki na południowym brzegu Świętego Wawrzyńca, a o godz. 2.00 dnia 13 września 1759 roku lądowało pod Anse au Foulon. Wspinali się po stromiźnie w ciszy, ale zaskoczenie nie udało się; 60 kanadyjskich milicjantów, będących w tym miejscu na straży, otworzyło ogień. W tym momencie Wolfe podał w dół, na plażę, niezrozumiały rozkaz, by wstrzymać desant. Francuzi oddali drugą salwę, po której padło kilku zabitych i rannych, wśród nich Wolfe; kula poszarpała mu nadgarstek. Na trzecią salwę milicjantów Brytyjczycy odpowiedzieli jedną, która zmusiła przeciwnika do ucieczki, ale wcześniej Wolfe odniósł dwie kolejne rany, w pierś i krocze, Monckton leżał śmiertelnie ranny, Issac Barré stracił pół twarzy, Murray ugrzązł w boju z posiłkami nadciągającymi od Saint Charles i czołowymi elementami kolumny Bougainville’a. W tej sytuacji dowodzenie objął Townshend. Rozsądnie wycofał oddziały i czekał na dalszy rozwój wypadków. Nie doczekał się; bitwa była skończona.
Śmiertelnie ranny był też Montcalm (brzuch i udo poszarpane siekańcami), który pospieszył za miasto na odgłos strzałów. Bitwa na Równinie Abrahama trwała zaledwie pół godziny i skończyła się śmiercią obu głównodowodzących i niespodziewanym zwycięstwem Brytyjczyków. Wojska francuskie dowodzone przez gubernatora Rigauda wycofały się na zachód, w stronę Montrealu, a w mieście został dowódca garnizonu, Jean de Ramezay i około 2200 żołnierzy, marynarzy i milicjantów, z nikłymi zapasami żywności. Te siły miały bronić miasta i sześciu tysięcy jego przerażonych mieszkańców, lecz skapitulowały po krótkim, zaledwie trzydniowym oblężeniu. Quebec poddał się Townshendowi 18 września. Francuzi podjęli nieudaną próbę odbicia miasta w zimie tego samego roku.

### Przejściowe niepowodzenia

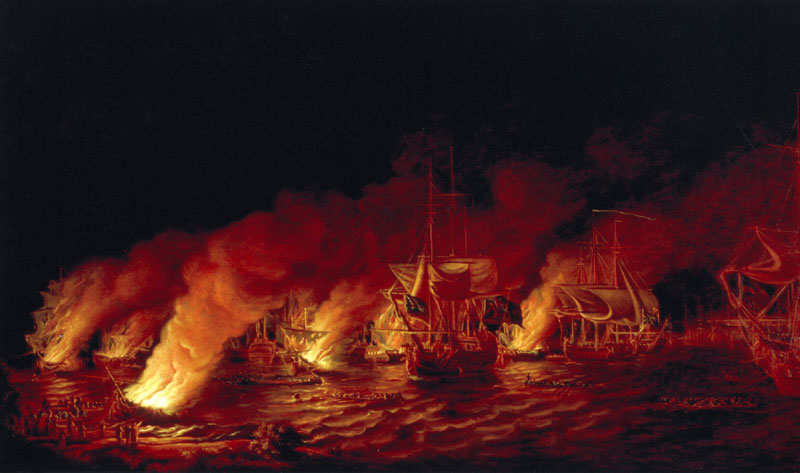
Klęska francuskich branderów pod Quebekiem

Tak, jak Wolfe nie wiedział, co w lecie 1759 roku robił Amherst, tak i Amherst nie miał pojęcia, jak poczyna sobie pod Quebekiem Wolfe. Zatrzymał się w okolicach fortów Ticonderoga i Crown Point i odbudowywał je powoli. Nie bał się uderzenia piechoty francuskiej, ale musiał mieć na uwadze, że po jeziorach pogranicza przemieszcza się flotylla francuska złożona z dobrze uzbrojonego szkunera i trzech szebek, dla których konwój łodzi wielorybniczych i bateaux wyładowanych wojskiem i zaopatrzeniem byłby łakomym kąskiem. Dlatego jego cieśle budowali brygantynę i sporą radeau (tratwę) wyposażoną w żagle i uzbrojoną w sześć dział 24-funtowych. Chcąc zasięgnąć informacji o postępach Wolfe’a, w pierwszych dniach sierpnia 1759 roku wysłał kapitana Quintona Kennedy’ego, porucznika Archibalda Hamiltona i siedmiu Mohikanów na terytoria zamieszkane przez Abenaków. Oficjalnie zadaniem grupy było zawarcie porozumienia z katolickimi Abenakami, w rzeczywistości Kennedy miał zdobyć informacje o armii Wolfe’a, a może nawet dotrzeć do jego obozu. Wampum nie zmylił jednak Abenaków, którzy uwięzili posłańców i oddali w ręce Francuzów.
Dowiedziawszy się o wszystkim, 10 września Amherst wezwał na pomoc Rogersa. Dowódca rangersów był nieobecny, ale właśnie wrócił do Crown Point jeden z jego oddziałów, który pod dowództwem kapitana Johna Starka wycinał drogę przez Green Mountains do Fortu nr 4 nad rzeką Connecticut (dzisiejsze Charlestown), można więc było nawiązać łączność. Jak napisał Rogers w swym Dzienniku, Amherst, „rozwścieczony sposobem potraktowania kapitana Kennedy’ego”, wezwał go do siebie 13 sierpnia i poufnie kazał mu zaatakować w odwecie Abenaków i „dać im nauczkę”. Niezależnie od motywów, jakie kierowały Amherstem, „nie mógł dać rangerson zlecenia bardziej po ich myśli”. Abenakowie od dawna byli postrachem pogranicza Nowej Anglii. Jeśli wierzyć Dziennikowi, w samej tylko wiosce Saint Francis na palach wisiało około 600 skalpów. Wśród rangersów nie było prawie żadnego, który nie miałby członka rodziny lub przyjaciela poszkodowanego przez Abenaków.

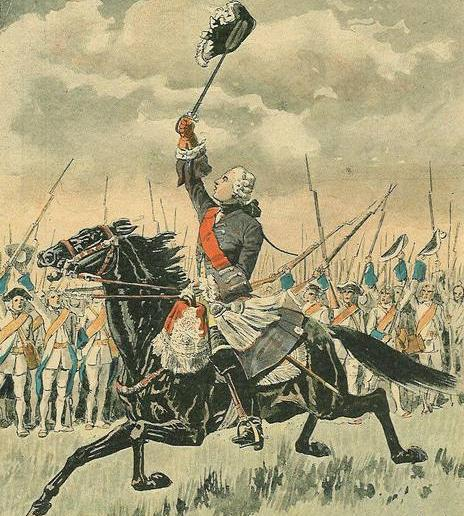
Generał Lévis pod Sainte-Foy

Rogers na czele 190 ludzi wyruszył z Crown Point 13 września (w dniu bitwy na Równinie Abrahama) pod wieczór i po dziesięciu dobach nocnego wiosłowania (dni przeczekiwano w ukryciu, bo francuskie okręty patrolowały jezioro Champlain) dotarł do zatoki Missisquoi. Tam canoe zostały ukryte i 149 ludzi zagłębiło się w lasy (pozostałych trzeba było odesłać, jako chorych, do Crown Point). Po trzech dniach wędrówki przez porośnięte świerkiem mszary zostali dogonieni przez dwóch Mohikanów, zostawionych dla pilnowania łodzi, którzy donieśli, że Francuzi znaleźli je i spalili, a teraz 300-osobowy oddział idzie za rangersami w pościg. Okazało się wówczas, że mszary, które były ich utrapieniem, mogą stać się pomocne w wyprowadzeniu Francuzów w pole. Rogers odesłał porucznika Andrew McMullena z sześcioma ludźmi do Crown Point. Mieli powiedzieć Amherstowi, że rangersi okrężną drogą dotrą do rzeki Connecticut, i że tam należy posłać zaopatrzenie. „Postanowiliśmy teraz podroczyć się z naszymi prześladowcami i zniszczyć Saint Francis nim nas dopadną” – pisał Rogers.
Po ośmiu dniach kluczenia rangersi dotarli 4 października do Saint Francis. Wieś składała się z około sześćdziesięciu solidnie zbudowanych domów mieszkalnych z oknami, kościoła i domu rady oraz spichlerza z zapasami kukurydzy. Większości wojowników nie było na miejscu: czatowali na rangersów kilka kilometrów dalej. Pozostali, wraz z częścią kobiet i dzieci, ukryli się w jarach za wsią. Ludzie Rogersa spalili wszystko (w płomieniach zginęło około dwudziestu Abenaków obojga płci, którzy kryli się po domach), wzięli zakładników i ruszyli na południe. Szli szybko, gonieni przez Abenaków i Francuzów. Gdy dotarli nad jezioro Memphrémagog i skończyła się kukurydza, rada oficerska zdecydowała o rozdzieleniu oddziału na mniejsze grupy, w nadziei upolowania zwierzyny. W dalszą drogę ruszyło więc 11 takich grup. Trzy zdecydowały się iść prosto na południe, do Crown Point, pozostałe zgodziły się połączyć w wyznaczonym przez Rogersa miejscu nad Connecticut, około 100 km powyżej Fortu nr 4. Ten „rajd Rogersa” przerodził się w marsz śmierci. Ze 142 ludzi, którzy ruszyli z Rogersem z zatoki Missisquoi, życie straciło 69. Jeden zginął podczas ataku na Saint Francis, siedemnastu zginęło w walkach ze ścigającymi, czterdziestu trzech zmarło z głodu, a los ośmiu pozostał nieznany. Amherst i Rogers oskarżyli o zagłodzenie rangersów dowodzącego konwojem z żywnością porucznika Samuela Stevensa. Mimo że oskarżenie było bezpodstawne, wiosną 1760 roku porucznik stanął przed sądem polowym, który pozbawił go dowodzenia.
Podczas gdy w Londynie i całym Imperium celebrowano zdobycie Quebecu, brytyjski garnizon nie miał powodów do zadowolenia. Mieszkańców pozostało niewielu. Większość rozproszyła się po wioskach i miasteczkach lub uciekła do Montrealu. 7000 żołnierzy Murraya tkwiło w centrum nieprzyjaznego kraju, w mniejszości wobec wciąż groźnej armii francuskiej, narażonych na przeciwności kanadyjskiego klimatu. Jak pisał podporucznik James Miller:

Nastała sroga zima, a my byliśmy całkowicie nieprzygotowani na taki klimat, pozostawieni bez opału, paszy i żywności lub czegokolwiek co uczyniłoby życie znośniejszym. Byliśmy panami stolicy, to prawda, ale to nie oznacza, że podbiliśmy cały kraj. Jesteśmy tu sami, całkowicie uzależnieni od floty, a teraz i ona zniknęła, bo rzeka zamarzła.

Do wiosny 1000 ludzi Murraya zmarło na dyzenterię i szkorbut, a 2000 było całkowicie niezdolnych do pełnienia służby. Morale było niskie, także z powodu plotek, że francuski generał François-Gaston de Lévis gromadzi armię i wkrótce uderzy. Tymczasem Lévis czekał na koniec zimy, ale nade wszystko na pomoc z Francji. W listach do króla prosił o posiłki, ale w połowie kwietnia lody na rzece Świętego Wawrzyńca puściły, więc postanowił rozwiązać sprawę bez dalszego oglądania się na Paryż. 20 kwietnia obsadził dwa okręty, kilka statków handlowych i liczne bateaux 6900 żołnierzami (8 batalionów piechoty, 20 kompanii marines, 300 milicjantów i 400 Indian), a cztery dni później lądował pod Pointe aux Trembles. Na miejscu lokalne milicje zwiększyły armię do 8000 ludzi.

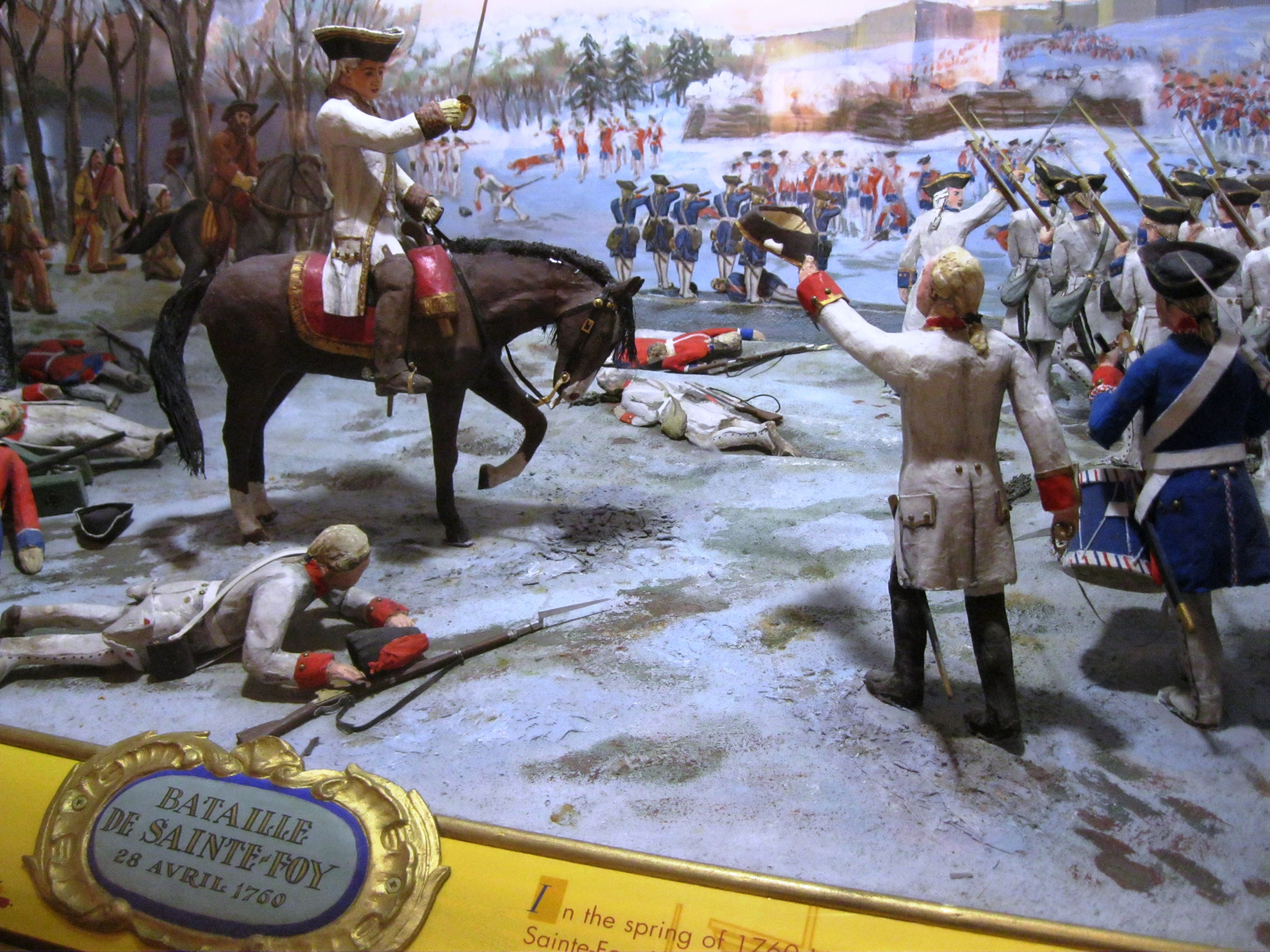
Sainte-Foy (diorama)

Taka armia nie pozwalała Murrayowi na nic więcej, niż wycofanie linii posterunków rozstawionych na wysokości Cap Rouge. Żołnierzy zdolnych do walki miał zbyt mało, by bronić nienaprawionych od września murów miasta. Wieczorem 27 kwietnia oddziały Lévisa zajęły pozycje blisko miejsca bitwy na równinie Abrahama, od Sainte-Foy po las Sillery. Murray, spoglądający to na front armii francuskiej, to na rzekę, na której chciał zobaczyć okręty z brytyjskimi banderami, znalazł się w poważnych tarapatach. Rozumował tak: jeśli pozwoli Lévisowi posunąć się jeszcze dalej, Quebec znajdzie się w bliskim oblężeniu; czy wówczas garnizon wytrzyma do nadejścia odsieczy? A może należy wyjść z miasta i rozstawić bataliony i baterie na dawnych pozycjach Montcalma? Nie pojmując wiele z casusu Montcalma, wybrał to drugie rozwiązanie i o świcie 28 kwietnia wyprowadził swe wojsko przez zachodnie bramy, by stawić czoła przeciwnikom.
Jednak Równina Abrahama, a raczej pofałdowany teren, jakim jest do dzisiaj, znacznie różniła się od tej z września 1759 roku. Tam, gdzie wówczas rosła trawa, teraz zalegały połacie topniejącego śniegu, a miejscami metrowe zaspy. Murray, rozstawiwszy swą piechotę i artylerię, powinien był czekać na francuski atak, ale – jak we wrześniu Montcalmowi – zabrakło mu cierpliwości. Widząc, że francuskie oddziały na jego prawym skrzydle idą naprzód i rozwijają kolumny w linie, postanowił zaatakować. Początkowo atak wydawał się oznaczać zwycięstwo, ale głęboki śnieg i zalegające pod nim bezdenne błoto spowolniło postępy Brytyjczyków i pozwoliło Francuzom na odpowiedź. Ich oddziały wyszły z lasu Sillery i uderzyły na prawe skrzydło Murraya, zmuszając je do zmiany frontu i wchodząc pomiędzy linie brytyjskie a mury Quebecu. Ponieważ Murray wolał iść naprzód niż stać na pozycjach równoległych z artylerią, ta ostatnia zamilkła, bowiem musiałaby strzelać w plecy własnych żołnierzy. Przeciągnięcie dział przez śnieżne zaspy okazało się, mimo prób, niewykonalne. „Działa stały się bezużyteczne” – narzekał jeden z oficerów – „nie dało się ich przetoczyć po miękkim gruncie i trzystopowych zaspach”.
Murray zorientował się, że może zostać okrążony, więc wycofał się – pod ogniem osłonowym własnej straży tylnej – do miasta. Ostrzeliwani Francuzi zatrzymali się i zadowolili zagarnięciem brytyjskich dział, zagwożdżonych i porzuconych na przedpolach Quebecu. Bitwa, w odróżnieniu od wrześniowej, okazała się bardzo kosztowna dla obu stron. Brytyjczycy stracili 259 zabitych i 829 rannych (28% ogółu sił), Francuzi 193 zabitych i 640 rannych (12%). Historyk Fred Anderson pisze: „nie przesadzę jeśli powiem, że [Murray] podjął się spektakularnego ryzyka i poniósł równie spektakularną klęskę”. Następnego dnia Lévis zaczął kopać transzeje i rozstawiać artylerię 500 m od miasta. Gdyby udało mu się szybko je zdobyć, wrześniowy sukces Wolfe’a okazałby się niewiele wart, Brytyjczycy musieliby zaczynać wszystko od początku, a Nowa Francja zyskałaby jeszcze rok. Jednak oblężenie prowadzono niemrawo, a 9 maja na rzece Świętego Wawrzyńca pojawił się samotny żaglowiec, na którego maszcie powiewał Union Jack. Była to fregata HMS „Lovestoft”, forpoczta długo oczekiwanej odsieczy. Lévis zwinął oblężenie i wycofał się do Montrealu.

## Koniec Nowej Francji

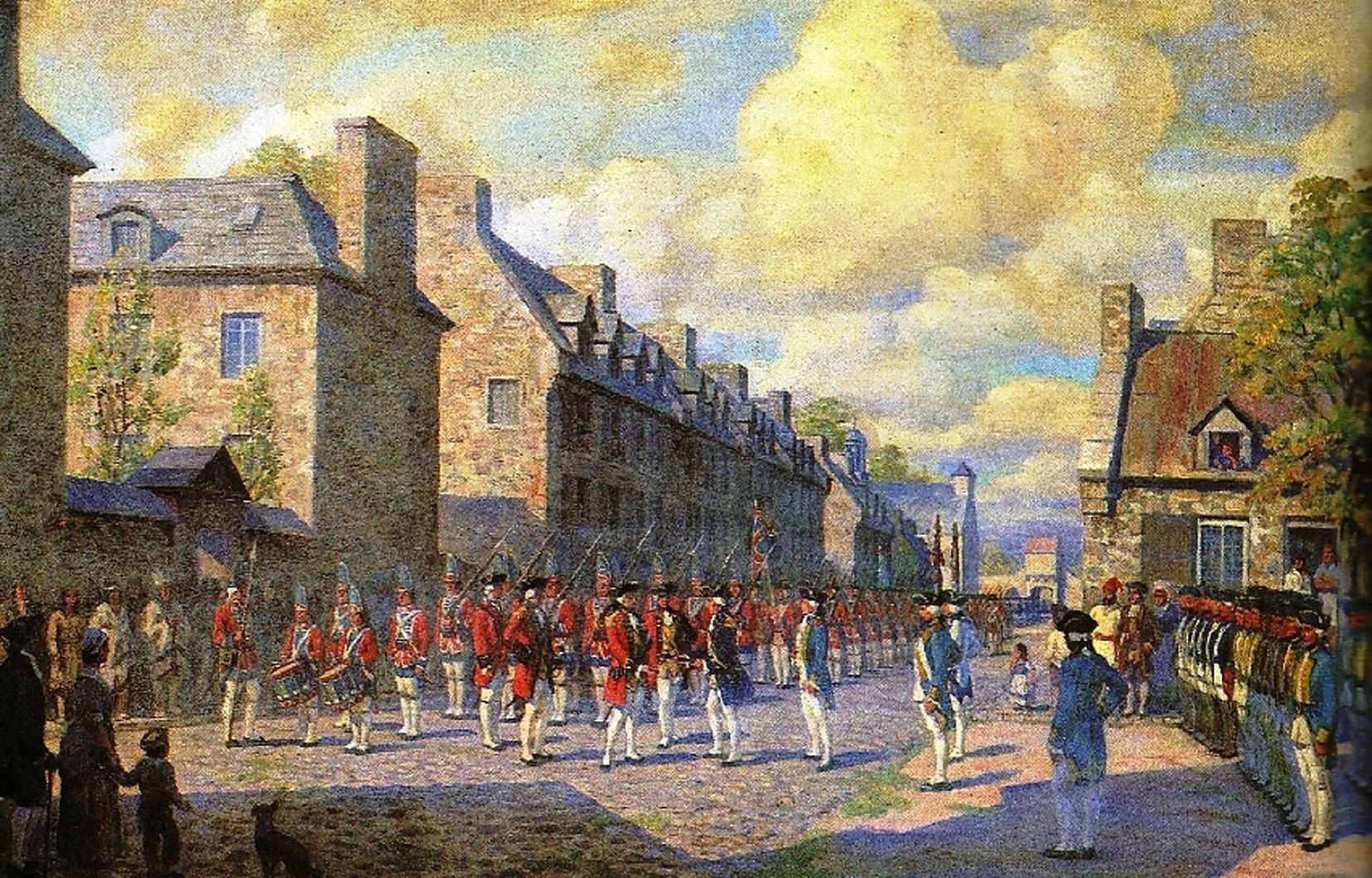
Kapitulacja Montrealu

Wiosną 1760 roku Pitt postanowił zakończyć przeciągającą się kanadyjską kampanię. Wysłał Amherstowi polecenie, by – „bez znaczenia jakimi środkami i drogami” – maszerował na Montreal i zajął ten ostatni ważny ośrodek francuskiego oporu. Głównodowodzący wojsk brytyjskich miał już gotowy plan: Murray (3800 żołnierzy + 1000 posiłków z Louisburga) ruszy rzeką z Quebecu, brygadier William Haviland (1500 wojska i 1900 milicji) zdobędzie francuskie umocnienia na Île-aux-Noix na jeziorze Champlain, a następnie ruszy w dół rzeki Richelieu, on sam zaś (5600 żołnierzy i 5400 milicji) uda się szlakiem Bradstreeta w górę Mohawk do Jeziora Ontario, a następnie na wschód, prosto na Montreal. Lévis ze swymi trzema tysiącami piechoty i ciągle zmieniającą się liczbą milicjantów zostanie otoczony i pokonany.
Murray był najbliżej, o czym napisał 14 lipca: „Rzeka Świętego Wawrzyńca to pewna droga. Bez wahania ruszę nią na stolicę. Mogę to zrobić bezpiecznie, bo panuję nad rzeką i jeśli Amherst jeszcze tego nie uczynił, w co bardzo wątpię, ja podbiję ten kraj”, po czym wyruszył. Miał do dyspozycji flotę i nie musiał – jak Amherst i Haviland – czekać na prowincjalne milicje. Okręty brytyjskie płynęły wolno w górę rzeki. Murray po drodze rozrzucał pisma ulotne, w których ostrzegał ludność przed podejmowaniem zbędnego ryzyka i wysyłał w głąb lądu oddziały, które dobitnie pokazywały co miał na myśli. Nie zamierzał też wydawać Lévisowi bitwy, dopóki nie nadciągną Amherst i Haviland. Haviland znalazł się tymczasem na jeziorze Champlain i zmusił Bougainville’a do ewakuowania Île-aux-Noix. Amherst zrobił tak samo z siłami obsadzającymi Fort Lévis nad Rzeką Świętego Wawrzyńca, po czym, pokonując liczne kaskady i bystrza, spłynął ku Montrealowi. U zachodnich bram miasta stanął 5 września. Ostatnią przeszkodą okazał się Fort Lévis, broniony przez tydzień w szeregu starć, którym historycy konfliktu nadali miano bitwy o Tysiąc Wysp, co jednak nie odmieniło faktu, że Brytyjczycy mieli ogromną przewagę.
Murray również, pokonawszy Pouchota (który dostał się do niewoli w Forcie Niagara, ale odzyskał wolność w czasie wymiany jeńców) zjawił się u wschodnich murów miasta. Gubernator Rigaud i generał Lévis zdawali sobie sprawę z tego, że wcześniej siły brytyjskie były pojedynczo do pokonania, ale teraz już nie, tym bardziej, że panowały nad rzeką. W siedzibie tego pierwszego odbyła się wieczorem 6 września narada wojskowych i notabli. Wszyscy byli zgodni, że „honorowa kapitulacja wojska i łagodne potraktowanie ludności Kanady będzie korzystniejsze niż próba obrony, która opóźni zajęcie miasta o dzień czy dwa”.

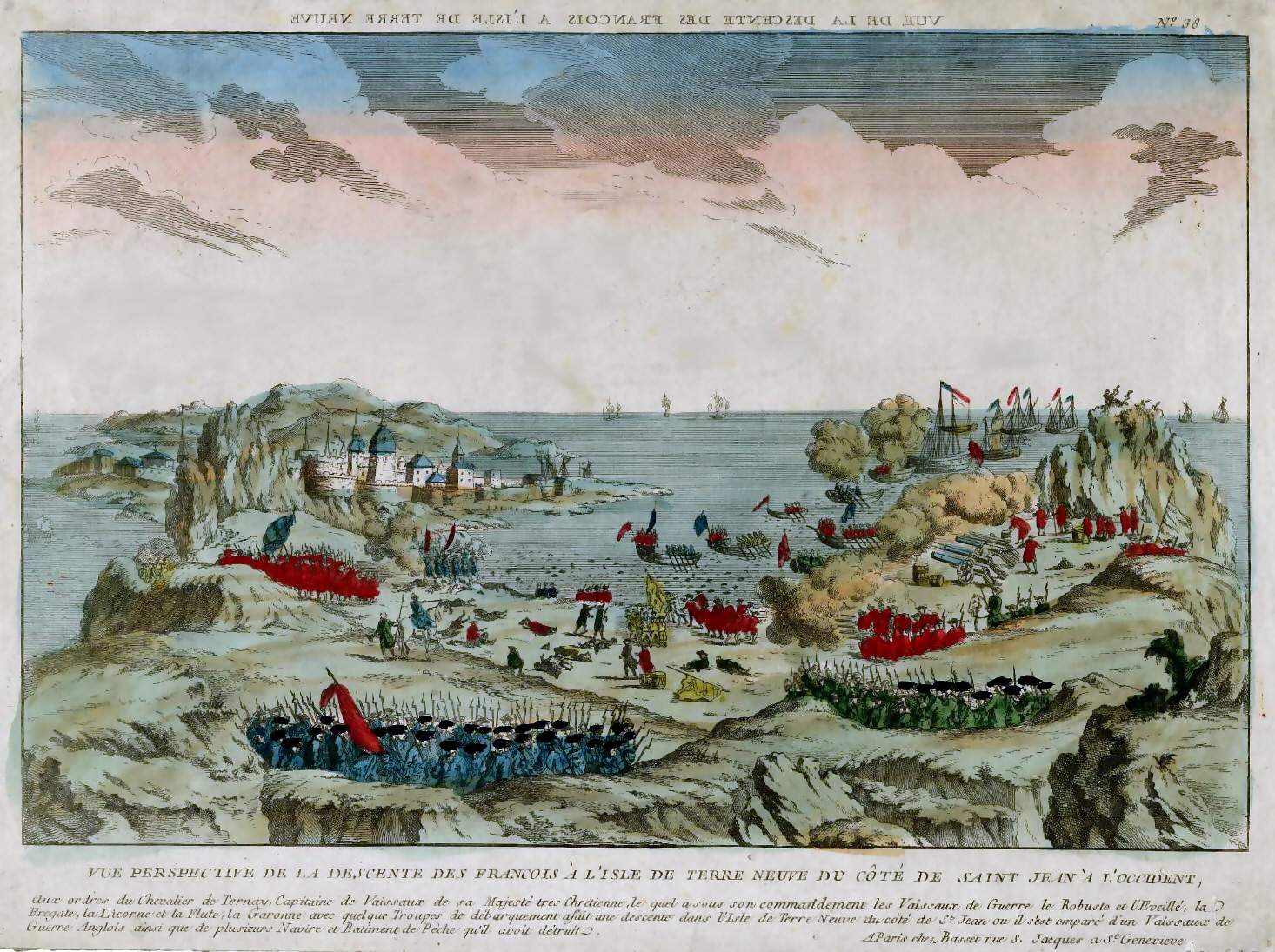
Desant wojsk francuskich na Nowej Fundlandii (1762)

Następnego dnia rano Bougainville z białą flagą zjawił się przed obliczem Amhersta z listem Rigauda. Gubernator zgadzał się poddać Montreal, ale prosił o zwłokę, bowiem posłał gońca w dół rzeki, by ten dowiedział się czy przypadkiem Francja i Wielka Brytania nie zawarły już pokoju. Amherst uśmiechnął się: „Powiedz pan Monsieur Gouverneur, że przybyłem by wziąć Kanadę i zrobię to”. List Rigauda zawierał 50 punktów aktu kapitulacji. Amherst z niektórymi – zwłaszcza dotyczącymi administracji kolonialnej i prawa własności obywateli – się zgadzał, ale inne zdecydowanie odrzucił. Po pierwsze: nie będzie żadnej honorowej kapitulacji; wojskowi mają złożyć broń i wrócić do Francji, obiecawszy, że nie wezmą udziału w obecnym konflikcie. Po drugie: wszyscy Francuzi, którzy postanowią zostać w Kanadzie, mogą to uczynić, ale jako poddani Korony Brytyjskiej. Po trzecie: dezerterom z armii brytyjskiej nie zostanie okazane miłosierdzie; zostaną przykładnie ukarani. Po czwarte: biskupów Quebecu nie będzie nominował król Francji, a Kościół Anglii.
7 września o świcie bataliony francuskie złożyły broń i zwróciły Brytyjczykom dwie flagi, zdobyte w Oswego przed czterema laty. Amherst domagał się również wydania fleur-de-lis, ale Lévis odpowiedział, że w ciągu pięciu lat zdarła się w strzępy. Bez wątpienia została zniszczona, żeby nie wpadła w brytyjskie ręce. Amherst nie podejmował dalej tego tematu: „niech Francuzi zachowają swoje sztandary, Brytyjczycy mają wszak Kanadę”. Na dworze w Wersalu opowiadano, że o stracie Nowej Francji Ludwik XV dowiedział się podczas rozmowy z Voltairem. Filozof miał wówczas zauważyć: „Sire, cóż takiego straciliśmy – parę hektarów śniegu?”.
Wraz z kapitulacją Montrealu oraz wzięciem przez Rogersa w listopadzie i grudniu Detroit i Michilimackinac zakończyły się działania w Ameryce Północnej. Ostatnią próbę zbrojną Francuzi podjęli w 1762 roku, wysadzając 20 czerwca desant morski w sile 750 ludzi na Nowej Fundlandii. Dowodzący flotyllą francuską komandor Charles de Ternay na wieść o nadciągających siłach brytyjskich wycofał się jednak do Brestu, co przyśpieszyło kapitulację resztek sił francuskich, pokonanych w bitwie o Signal Hill.

## Podsumowanie

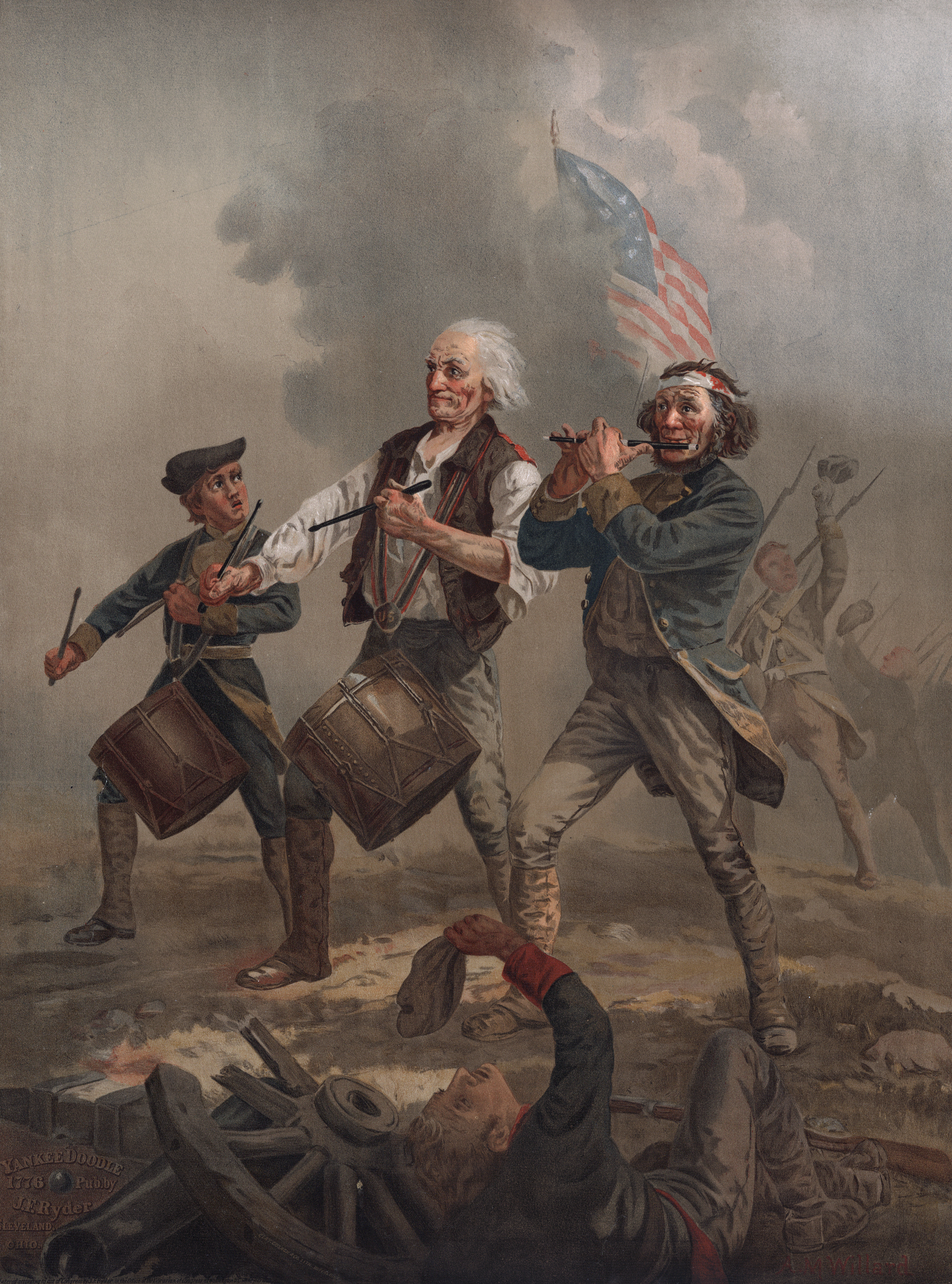
Duch Rewolucji Amerykańskiej

Na rozstrzygnięcia dyplomatyczne należało czekać do roku 1763, kiedy pokój paryski zdecydował, że wszystkie kolonie francuskie w Ameryce Północnej, prócz Luizjany (podzielonej między W. Brytanię i Hiszpanię) i dwóch maleńkich wysepek Saint-Pierre i Miquelon, mają przypaść Wielkiej Brytanii. Triumf Londynu, który zmienił Królestwo Wielkiej Brytanii w Imperium brytyjskie, nie spotkał się jednak z przychylnym przyjęciem w Ameryce Północnej. Mieszkańcy kolonii ponieśli znaczne straty i musieli przyjąć na siebie ciężar wyżywienia i utrzymania armii brytyjskiej, a zamiast nagród posypały się na nich – głównie za sprawą kanclerza skarbu Charlesa Townshenda i jego nieustępliwej polityki fiskalnej (Townshend Acts) w latach sześćdziesiątych XVIII wieku – nowe cła, nakładane na towary takie jak szkło, papier, ołów, farby i herbata, które kolonie zmuszone były importować. Powołano Amerykańską Radę Komisarzy Celnych (American Board of Customs Commissioners) mającą nadzorować egzekucję podatków i zawieszono jednocześnie nowojorskie zgromadzenie ustawodawcze do czasu, kiedy zgodzi się ono uchwalić środki finansowe na utrzymanie angielskich oddziałów. Nowy Jork odmówił wcześniej podporządkowania się ustawie o kwaterunku wojsk (Quartering Act z 1765 roku), wychodząc z założenia, że tego rodzaju obowiązek nie został uchwalony zgodnie z konstytucyjną zasadą przedstawicielstwa.
W odpowiedzi koloniści bojkotowali towary sprowadzane na statkach brytyjskich, usiłując zastępować je wytworami rodzimej produkcji. Werbalnie i fizycznie atakowano urzędników celnych, organizowano opór wobec rewizji na statkach i prób konfiskaty przemycanych towarów. 19 stycznia 1770 roku doszło do starć w Nowym Jorku, a 5 marca w Bostonie zaatakowani przez tłum żołnierze odpowiedzieli salwą, w wyniku której zginęło 5 osób. W wyniku bojkotu import towarów brytyjskich do kolonii spadł w 1769 roku o 40 procent. Chcąc pomóc Kompanii Wschodnioindyjskiej, przeżywającej trudności finansowe i szukającej sposobu na szybkie spieniężenie blisko 300 ton herbaty zalegających w jej magazynach, w maju 1773 roku Parlament uchwalił ustawę o herbacie (Tea Act). Przyznawała ona Kompanii monopol na dostawę tego towaru do kolonii; zezwolono jej na sprzedaż herbaty bezpośrednio w portach amerykańskich, zamiast, jak dotąd, na publicznych aukcjach w Londynie. W większości portów amerykańskich kupcy zdołali nakłonić statki Kompanii do odpłynięcia z przywiezionym ładunkiem z powrotem do Anglii. Jednak w Bostonie gubernator królewski Thomas Hutchinson wszelkimi siłami starał się zatrzymać transport, by potem szukać innych sposobów sprzedaży. W odpowiedzi na to 16 grudnia 1773 roku miał miejsce incydent znany jako herbatka bostońska. Grupa radykałów przebranych za Indian wdarła się na statki i wrzuciła cały ładunek herbaty (342 skrzynie wartości 10 tysięcy funtów – prawie 1,7 miliona dolarów w roku 2005) do morza.

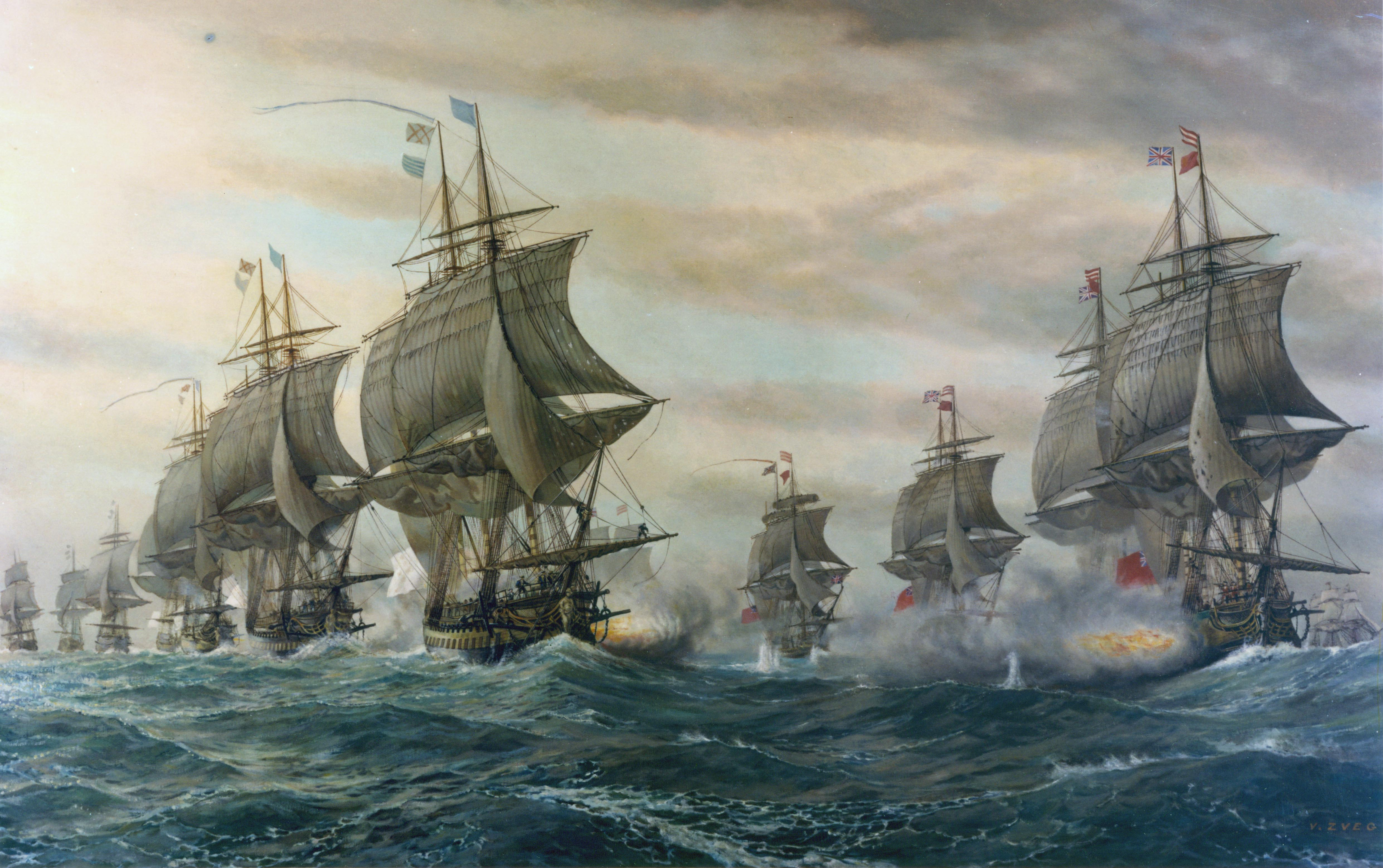
Bitwa w Zatoce Chesapeake

Na wniosek rządu parlament uchwalił cztery ustawy, określone w koloniach jako „przymusowe” i „nieznośne” (Coercive and Intolerable Acts). 31 marca 1774 roku port w Bostonie został zamknięty do czasu wypłacenia przez miasto odszkodowania Kompanii. 20 maja została zmieniona „karta swobód” kolonii Massachusetts. Pozbawiła ona zgromadzenie istotnych uprawnień wyboru urzędników i sędziów, ograniczyła sesje zgromadzeń i poddała je kontroli gubernatora. Jednocześnie ustalono, że urzędnicy królewscy podejrzani o zabójstwo nie będą odpowiadać przed ławą przysięgłych w Massachusetts, ale przed sądem angielskim. 2 czerwca 1774 roku uchwalona została nowa ustawa o zakwaterowaniu zezwalająca wojskowym brytyjskim na kwaterowanie w domach prywatnych.
Kanada pozostała w brytyjskich rękach, a to dzięki – między innymi – sprowadzaniu nowych osadników anglojęzycznych oraz zapewnieniu tolerancji religijnej francuskim mieszkańcom kolonii i dominacji Kościoła katolickiego, czego nie mogliby oczekiwać od purytanów z Nowej Anglii. Był to tzw. Quebec Act z roku 1774, który poszerzał granice kolonii Quebecu, włączając do niej wszystkie ziemie na północ od rzeki Ohio. Ziemie, o przynależności których debatował młody George Washington z Francuzami w grudniu 1753 roku, a które proklamacja królewska z roku 1763 oddawała jako „wieczystą dziedzinę” Indianom. Amerykańscy koloniści, którzy tak obawiali się w przeszłości okrążenia przez forty Nowej Francji, stanęli obecnie wobec nowego, być może poważniejszego zagrożenia. Wszystkiemu temu – na południe od Rzeki Świętego Wawrzyńca i Wielkich Jezior – położyć miała kres wojna o niepodległość Stanów Zjednoczonych.
Epilog wojen o kolonie amerykańskie historia napisała wiosną 1778 roku w leżącym na północny zachód od Filadelfii miejscu zwanym Valley Forge, gdzie, jak pisze Walter Borneman:

musztrowane przez pruskich oficerów, wyprężone szeregi maleńkiej armii George’a Washingtona wydały trzy okrzyki na cześć zamorskiego sprzymierzeńca trzynastu kolonii, Francji, która uznawała suwerenność tych kolonii i obiecywała pomoc w wojnie z Wielką Brytanią. Trzy i pół roku później flota francuska przypieczętowała los armii Charlesa Cornwallisa pod Yorktown pokonawszy flotę brytyjską w Zatoce Chesapeake. Francja, przegrawszy wojnę o kontynent, pomogła wygrać inną, toczoną przez młody naród amerykański.

## Odniesienia w kulturze
Wojna o kolonie amerykańskie znajduje odbicie w literaturze, malarstwie i filmie, a nawet w filatelistyce. Najbardziej znaną powieścią, popularną na całym świecie od ponad 180 lat, jest Ostatni Mohikanin z serii awanturniczo-przygodowej Jamesa Fenimore’a Coopera Pięcioksiąg przygód Sokolego Oka. Powieść ta doczekała się wielu tłumaczeń (pierwsze polskie tłumaczenie 1830) i była wielokrotnie ekranizowana (ostatni raz w roku 1992).

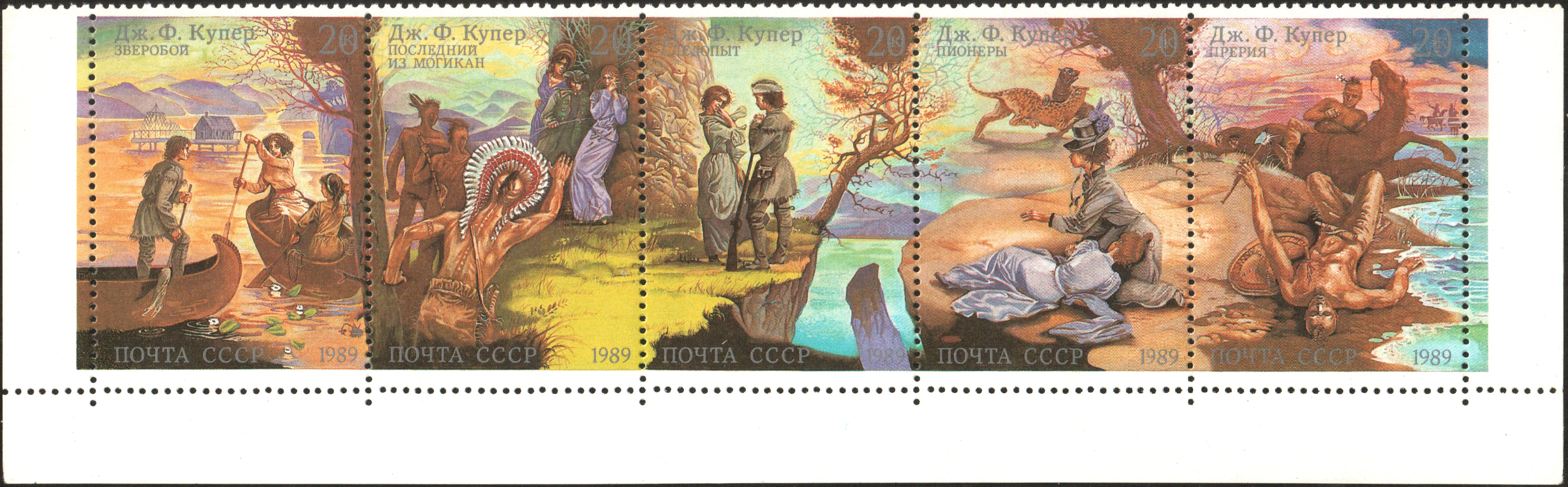
Pięcioksiąg przygód Sokolego Oka na serii znaczków poczty ZSRR z 1989 roku

Inne wybrane filmy, nawiązujące do tematyki wojny lat 1754–1763, to:
- Winners of the Wilderness – film niemy MGM z roku 1927 w reżyserii W.S. Van Dyke’a, w którym w rolach głównych wystąpili Tim McCoy i Joan Crawford. W tym dramacie kostiumowym, którego akcja rozgrywa się podczas wojny o kolonie, Rene Contrecouer (Crawford), córka francuskiego generała, zakochuje się w brytyjskim żołnierzu najemnym (McCoy). Film był kręcony w większości jako czarno-biały, ale jedna scena została nagrana w systemie Technicolor[157][158].
- Fort Ti – amerykański western 3D z roku 1953 w reżyserii Williama Castle, w rolach głównych George Montgomery i Joan Vohs. Scenariusz Robert E. Kent. Był to pierwszy western zrealizowany w technice 3D i w technicolorze[159][160] przez Columbia Pictures[161]. Akcja filmu rozgrywa się w roku 1759 w Forcie Ticonderoga w czasie wojny[162].
- Nouvelle-France (ang.  Battle of the Brave) – romans historyczny z roku 2004 w reżyserii Jeana Beaudina, którego akcja rozgrywa się w kolonii Nowa Francja podczas wojny 1754–1763. Był wspólnym dziełem kinematografii brytyjskiej, francuskiej i kanadyjskiej; w filmie wystąpili m.in. Gérard Depardieu, Tim Roth (w roli Williama Pitta starszego), Colm Meaney (w roli Benjamina Franklina) i Jason Isaacs (w roli gen. Jamesa Wolfe’a)[163].
- Alone Yet Not Alone – amerykański film historyczno-przygodowy z roku 2013 w reżyserii Raya Bengstona i George’a D. Escobara (Advent Film Group); w rolach głównych wystąpili Kelly Greyson, Natalie Racoosin, Jenn Gotzon i Clay Walker. Tytuł filmu to słowa niemieckiej pieśni religijnej Allein, und doch nicht ganz allein, którą często wspólnie śpiewa rodzina niemieckich imigrantów, Leiningerów. Fabuła została oparta na powieści Tracy Leininger Craven o tym samym tytule, a opowiadającej prawdziwą historię Barbary i Reginy Leininger, które zostały uprowadzone przez Delawarów w roku 1755 podczas masakry nad Penn’s Creek. Film jest często określany mianem filmu chrześcijańskiego[164].